# 後黎朝

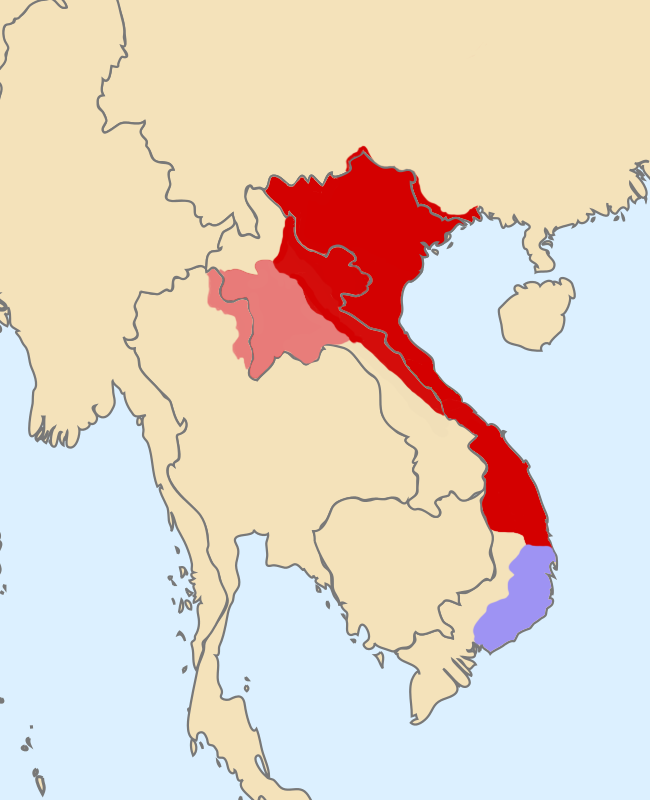
黎思誠治下的後黎

後黎朝（越南语：／），越南的一個朝代，由黎利於1428年（天慶三年；明宣德三年）創立，国号大越，又稱黎朝、皇黎等。後黎朝可以分為前期和後期兩部份。前期與占城對峙；到了後期，阮主和鄭主分據南北對峙，後黎朝皇帝僅為鄭主的傀儡。
部份越南的歷史學者，先將1428年至1527年的前期稱作黎初朝（越南语：／），後將1533年至1789年的後期稱作黎中興朝（越南语：／），以示區別。

## 歷史

### 抗明建國
黎利出生於越南陳朝清化省，其家族為當地豪族。1407年，中國明朝南下消滅越南胡朝，併吞越南，郡縣其地，史稱「大虞與明戰爭」。但在安南屬明時期，中國官吏多橫徵暴斂，苦役當地百姓，使得越南反明衝突和民變不斷。
1418年（明永樂十六年），黎利在藍山鄉起義反明，自稱「平定王」，史稱藍山起義。黎利聽從黎隻建議的「乂安險要，地大人眾…今宜先取茶隆，略定乂安，以為立腳之地」，先佔領越南中部地區，再圖越南北部地區。後來，黎利按計先佔領乂安、順化等地，後又於崒洞祝洞之戰大敗成山侯王通，王通困守東關城（今河內）。1427年（宣德二年），黎利在支棱昌江之戰大敗明軍援兵，陣砍主將安遠侯柳升、副將保定伯梁銘(一說病死)、參將都督崔聚、兵部尚書李慶等，又俘虜工部尚書黃福。黎利命阮廌撰《與王通書》，以「夫大廈將傾，非一木之所能支；長堤將潰，非杯土之所能障」，勸王通退兵，並告知王通明朝援軍已經幾路覆沒的事實，威脅「倘若猶豫不決，吾之將士，疲於攻㦸，廢其農桑，決意兼攻」。王通最終被迫議和，領兵退回廣西，黎利軍最終在長達十年的抗明戰爭中獲勝，使越南再次恢復獨立。
明朝放棄直接管轄越南後，改封黎利於1426年所立之傀儡君主陳嵩為安南國王。黎利將明軍驅逐之後，便對陳嵩不利，陳嵩死因眾說紛紜，一說是遁逃時被朝廷所獲，便飲毒藥而死；一說是他「潛駕海船而卒」；一說是潛逃時被黎利令人追殺。1428年，黎利建立後黎朝，定都東京（今河內），并頒布《平吳大誥》。

### 黎初政局與諒山篡弑
黎利在位之初，明朝不承認其地位，要求立陳朝後裔為安南國王。1431年，黎利表明遍尋不著陳朝宗室後裔之後（或將他們全部屠殺），明宣宗妥協，封黎利為「權署安南國事」。黎利即位後，即大封追隨他藍山起義的功臣，建立了中央集權的體制。
黎利建國後，朝廷內部陷入立儲之争，分成長子黎思齊和幼子黎元龍兩派。最初，黎利採取折衷的方式，下旨「若思齊方臨朝聽政，則元龍監國撫軍，一遵趙宋故事」，以黎思齊為國王，以黎元龍為皇太子。後來，黎利病逝前還是把黎思齊廢黜，降為郡王，黎元龍被正式定為皇位繼承人。

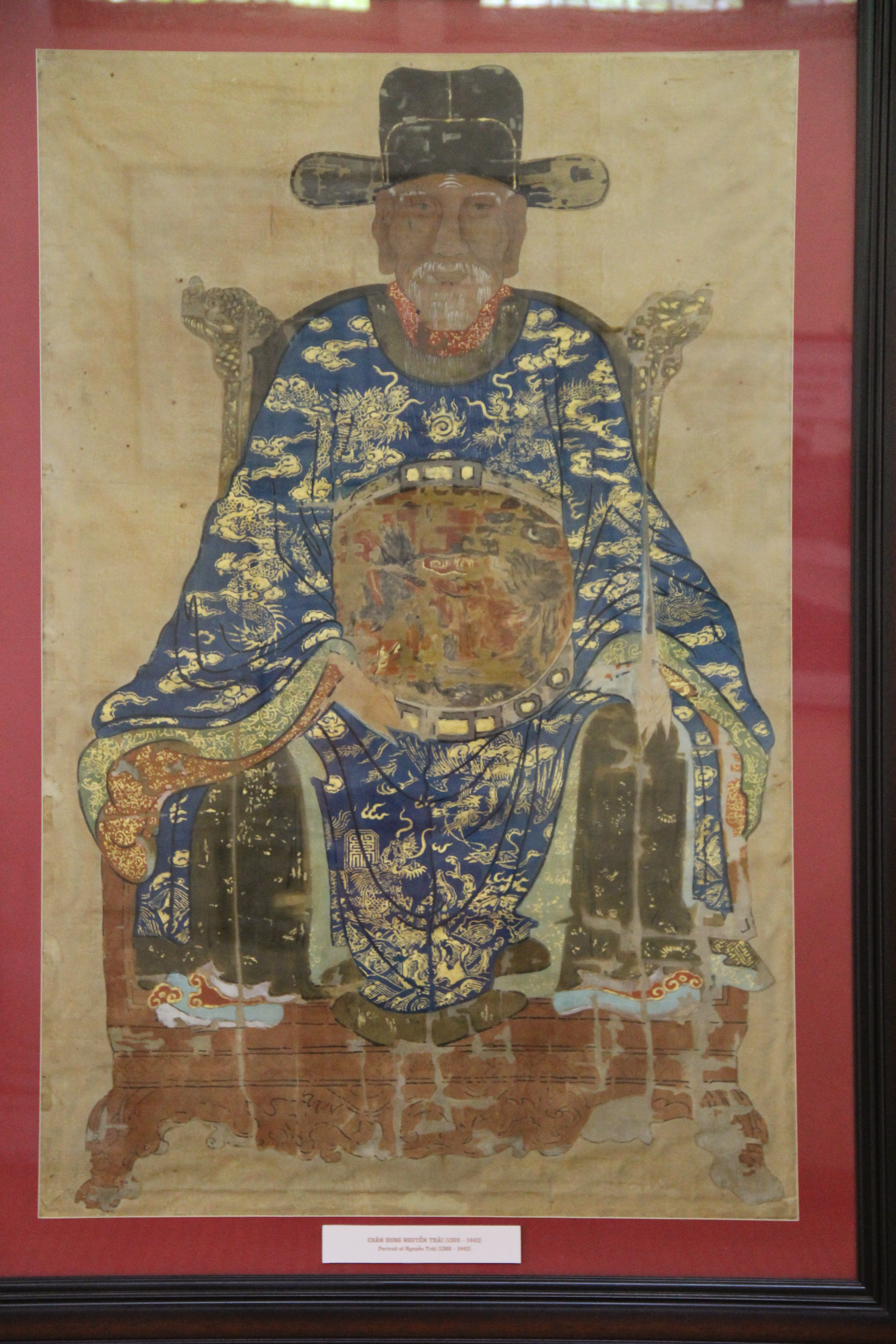
黎初名臣阮廌 (1380年—1442年)

黎利死後，其子黎元龍（1433年9月5日至1442年9月7日在位）即位，是為黎太宗。當時黎太宗僅十歲，因此國事皆由黎察裁決。1438年，黎察因濫權而遭處決，黎思齊也遭到誣衊殺害。黎太宗時期對國家禮制和科舉多有完善，史稱「典章文物，粲然大備」，也是其統治時期後黎朝君主正式被明朝正名為「安南國王」。黎元龍的皇后本為楊氏賁，原有一子黎宜民被封為皇太子。楊氏賁被廢後，黎太宗改立黎邦基為皇太子，而黎宜民則被降為諒山王，埋下後來黎宜民發動兵變殺黎仁宗之因。黎太宗其人耽心酒色，1442年強迫侍奉阮薦的婢女阮氏路隨駕伺候，不久黎元龍意外以虐疾暴斃，阮薦家族亦遭牽連。
黎元龍死後，由其子黎邦基（1442至1459年在位）即位，是為黎仁宗。黎仁宗與其父一樣是年幼繼位，因此由其母宣慈太后阮氏英攝政，國政則由阮氏英及大臣鄭可（越南语：／?）把持。黎仁宗在位初期，越南內部相對和平繁榮，史稱「十七年間天下太平，安居樂業」，同時後黎朝開始向占城擴張。大和九年(1451年)，宣慈太后阮氏英殺鄭可，但1453年仁宗親政時，便赦免了鄭可的罪名，並給其家人官田。仁宗名義上親政時只有十二歲，阮氏英仍掌大權。延寧六年(1459年)，諒山王黎宜民勾結都指揮黎得寧，發動兵變進入皇宮，殺死仁宗，太后阮氏英為免被擒獲或被叛軍所殺，使一僕人將自己殺。
諒山王黎宜民為仁宗之兄，於1459年發動兵變殺仁宗，即位為皇帝。不久，大臣阮熾、丁列殺黎宜民，改立太宗四子黎思誠為帝。黎宜民在位僅243天。

### 聖宗與憲宗治世

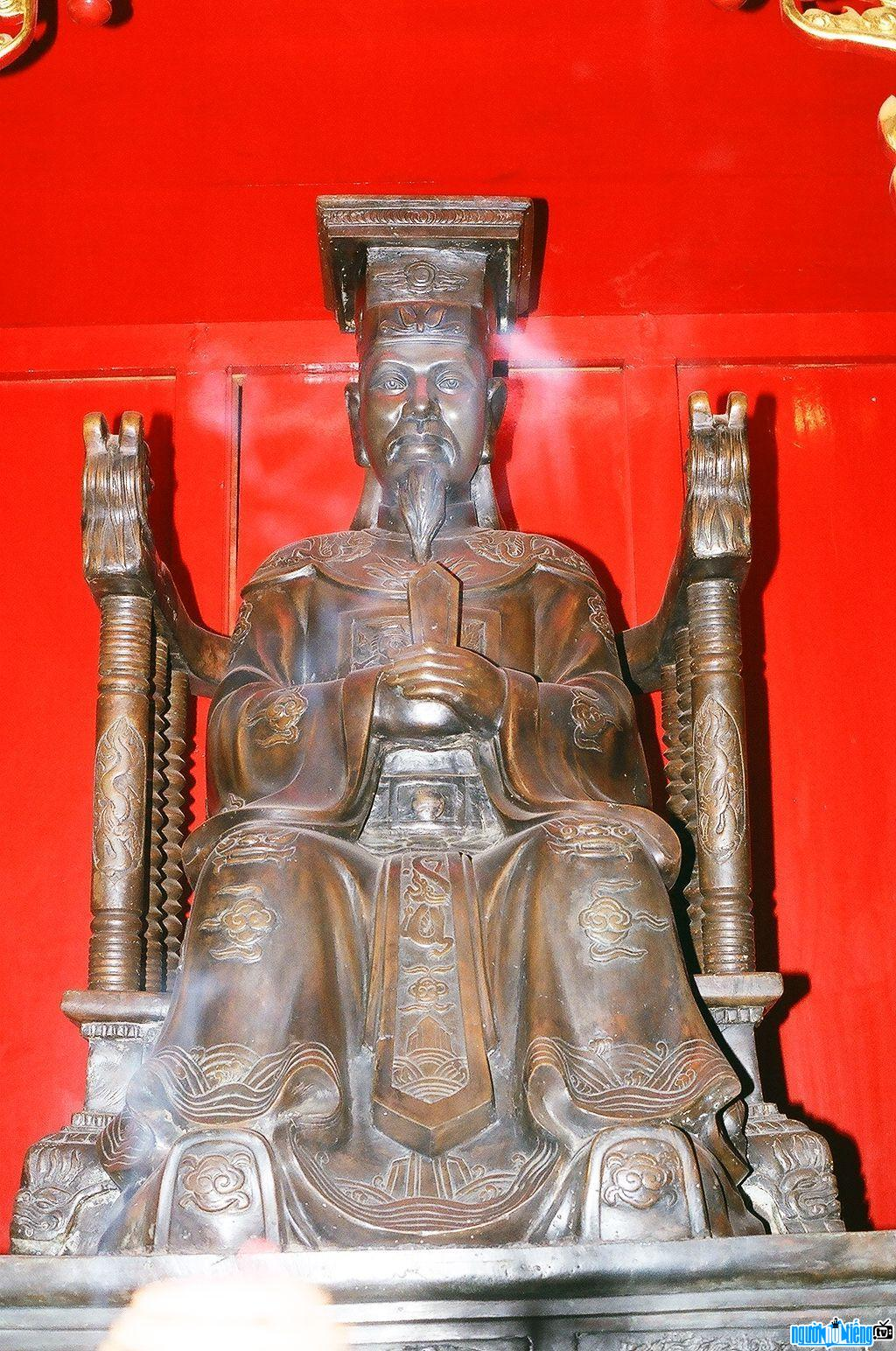
黎聖宗 (1460年—1497年在位)

黎思誠（1460至1497年在位）是一個深受儒教影響的人，黎仁宗年間被封為平原王，後改封為嘉王。勛臣們廢立黎宜民後，便以「嘉王明睿雄略，非諸王比，人心咸屬，天意可知」，擁立黎思誠為帝，是為黎聖宗。黎聖宗即位後，以中國宋朝理學為樣本著手改變越南，改革了官制和行政區劃。此外，他認為政務應由有學問品德的人而非出身豪門的人來主掌，當時越南科舉僅斷斷續續地舉行，為了使更多豪門之外的人入仕，聖宗重啟了科舉制度，定制為會試三年一科。聖宗也在各地進行普查，在各省廣設文廟以尊儒教，停止興建新的佛教、道教寺院，並限制僧侶購置新的田產。同時，黎聖宗又頒布了《洪德法典》（1483年），并下令吳士連編寫的《大越史記全書》成為官方史書。聖宗本人也喜好詩書，在宮中闢有「九歌瓊苑」，常與文人唱和，其擅長用喃字創作，也擅長漢文，本人也著有許多作品。
黎聖宗的治世是越南極盛的時期，史稱「四夷賓服，八極傾風，三十八年，天下安治」。後黎朝先後對外討伐了北方山夷、琉球海盜、哀牢、瀾滄以及占城等國。1469年，越南佔領盆蠻 (今老撾孟潘)，設鎮寧府。1471年，越南佔領占城的首都毘闍耶(Vijaya)，俘虜占城國王槃羅茶全（Bàn La Trà Toàn或Pau Kubah），占城人民大批向柬埔寨及馬六甲移民，自此占城北部阿摩羅波胝(Amaravati)、中部毘闍耶均被越南佔領 (越南設為廣南承宣道)，越南在這些新征服的土地上讓軍人及農民屯田，而占城僅剩南部賓童龍(Panduranga)保有部分獨立，成為越南的保護國。1477年，侵佔明朝云南納更山以南地區，設廣陵州。1479年，越南又攻打瀾滄王國（今寮國）。越南攻陷瀾滄首都琅勃拉邦，殺國王刀板雅，自此使得瀾滄向越南朝貢。黎聖宗征伐四克，志得意滿，甚至繼續向西征討了蘭納王國(今泰北地區)，但被擊敗損兵折將，加上在老撾的快速擴張使得後黎朝不勝重負，最終黎聖宗決定引兵回國。
黎聖宗死後，其子黎鏳即位，是為黎憲宗，在位時間為1497至1504年。憲宗為人仁慈溫和，存心圖治，屢行善政，政事照太祖及聖宗之例而無甚更張，但其於農業民政上特別關注，大修堤防水車以備水旱。憲宗在位期間國內無有盜賊作亂，國外亦無戰事攻伐，越南處於太平時期。

### 黎運中衰
憲宗死後，其子黎敬甫即位，是為黎肅宗。黎肅宗主政後展現出賢君形象，似乎他就要把黎聖宗、黎憲宗的事業發揚光大，但不料其在位僅六個月（1504年）便暴斃而亡。這一意外使得黎憲宗生前認為「不德」的皇子黎濬繼承皇位。
肅宗死後，肅宗之兄黎濬即位，是為威穆帝，在位時間為1505至1509年。威穆帝好酒色，行暴政，專用外戚，雄猜好殺，使得許多後黎朝宗親皆有反意。明朝使臣許天錫與威穆帝見面後，作詩以「安南四百運尤長，天意如何降鬼王」形容其人。威穆帝雇有一批侍衛保護自己，其中之一便是後來篡位建立莫朝的莫登庸，他與威穆帝非常親近，並升到了天武衛都指揮使之位，最終逐漸坐大。威穆帝的堂弟簡修公黎瀠原來被威穆帝關於獄中，後來賄賂守衛得以脫逃，隨後便與其他大臣一起舉兵推翻威穆帝。威穆帝的死因說法不一，《大越史記全書》所載說法有二，一說被黎瀠所俘後飲酖自殺，一說逃亡時被殺，明史外國傳二則說阮種逼黎濬自殺後立其弟阮伯勝為帝，黎廣誅阮伯勝，再立黎晭為帝。
簡修公黎瀠借大臣廢立威穆帝，是為襄翼帝，在位時間為1509至1516年。即位之初，襄翼帝銳意「恢太祖立極之圖，弘聖宗覿文之治」，不但開啓經筵，又頒治平寶範五十條於國內，敷敎愼罰，似乎要有所作為。但他在位不久後本性盡露，優游不斷，大興土木，史稱「更之築之，年年無窮」，頻繁的工程使得民眾困苦，士卒疲勞。襄翼帝更被明朝使臣潘希曾嘲以「貌美而身傾，性好淫，乃猪王也，亂亡不久矣」 。洪順八年(1516)年，國中民變日益頻繁，襄翼帝先親征平定陳公寧等，又值陳暠造反，襄翼帝再次親征，不料被陳暠擊敗，官兵死傷慘重。大臣鄭惟㦃因以往多次勸諫襄翼帝被罰而心懷不滿，於是與黎廣度、程志森等人同謀廢立，領兵入宮在太學門弒殺襄翼帝。

### 莫氏代黎
鄭維㦃殺襄翼帝後，立黎光治為帝。僅三天，又立錦江王黎漴的長子黎椅為帝，改元「光紹」，是為黎昭宗。陳暠一度攻入首都，昭宗短暫出逃，鄭維㦃收復首都後，昭宗復位。之後，鄭維岱殺黎光治。昭宗在位的時期，權臣互鬥，政非己出，國家陷入一片混亂，當其時掌權的大臣中一派為莫登庸，另一派則是鄭氏與阮氏兩個有權勢的家族。
光紹五年(1520年)，莫登庸在壓制國內其他權臣家族後，成功以「勦平羣賊」為由節制天下水步諸營，自此取得了國家的兵權。兩年後，黎昭宗越加憚忌莫登庸威權日重，於是與大臣航獻、范恕等密謀，趁內亂逃離首都投靠郑绥，而莫登庸則以「光紹皇上被奸人脅遷于外」為由，改立昭宗之弟黎椿即位，改元「統元」，是為黎恭皇。黎昭宗雖然成功逃出，但其號召的勤王勢力旋即被莫登庸擊敗，昭宗又淪為被郑绥挟制。統元四年(1525年)，莫登庸擊败郑绥於清華 (今越南清化省)，擒黎昭宗，次年杀之。統元六年(1527年)，莫登庸被封為安興王，加九錫，數月後便迫使黎恭皇禅位于自己，又逼恭皇母子自杀。

### 黎氏再興

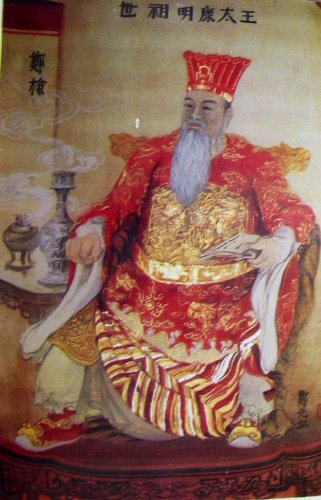
鄭主第一代領袖鄭檢的畫像

莫登庸篡黎後，黎氏宗室和忠於黎氏的舊勲功臣屢有起義，例如莫大正元年(1530年)，黎意起事於清華 (今越南清化省)，甚至兩度大破莫軍，軍聲大振。但黎意最終因兵勝心驕，被莫國楨突襲擒獲，而其他黎氏舊部一些留在清華繼續對抗莫朝，另一些則轉投在哀牢的安清侯阮淦。莫大正三年(1532)，阮淦扶持昭宗之子黎寧 (有争議，一說為冒充，明朝亦有質疑) 復位，建行在於瑞原縣安場社，改元「元和」，是為黎莊宗。自此黎氏再興，莫朝佔據著紅河三角洲，而黎氏則佔據著清華(今越南清化省) 以南，與莫南北對峙，史稱黎中興朝。
黎莊宗復位後，曾經多次派大臣北上明朝，請求明世宗出兵討伐篡位的莫登庸。明世宗一度打算討伐莫登庸，但最終考慮到「益兵继饷，必举天下全力」、「登庸父子悔罪革心」、「議者尚以黎氏為疑」等，最終轉而決定接受莫登庸的請降，但也革去王號，只冊封莫登庸為從二品的「安南都統使」，這時期黎氏政權并不得到中國的承認。

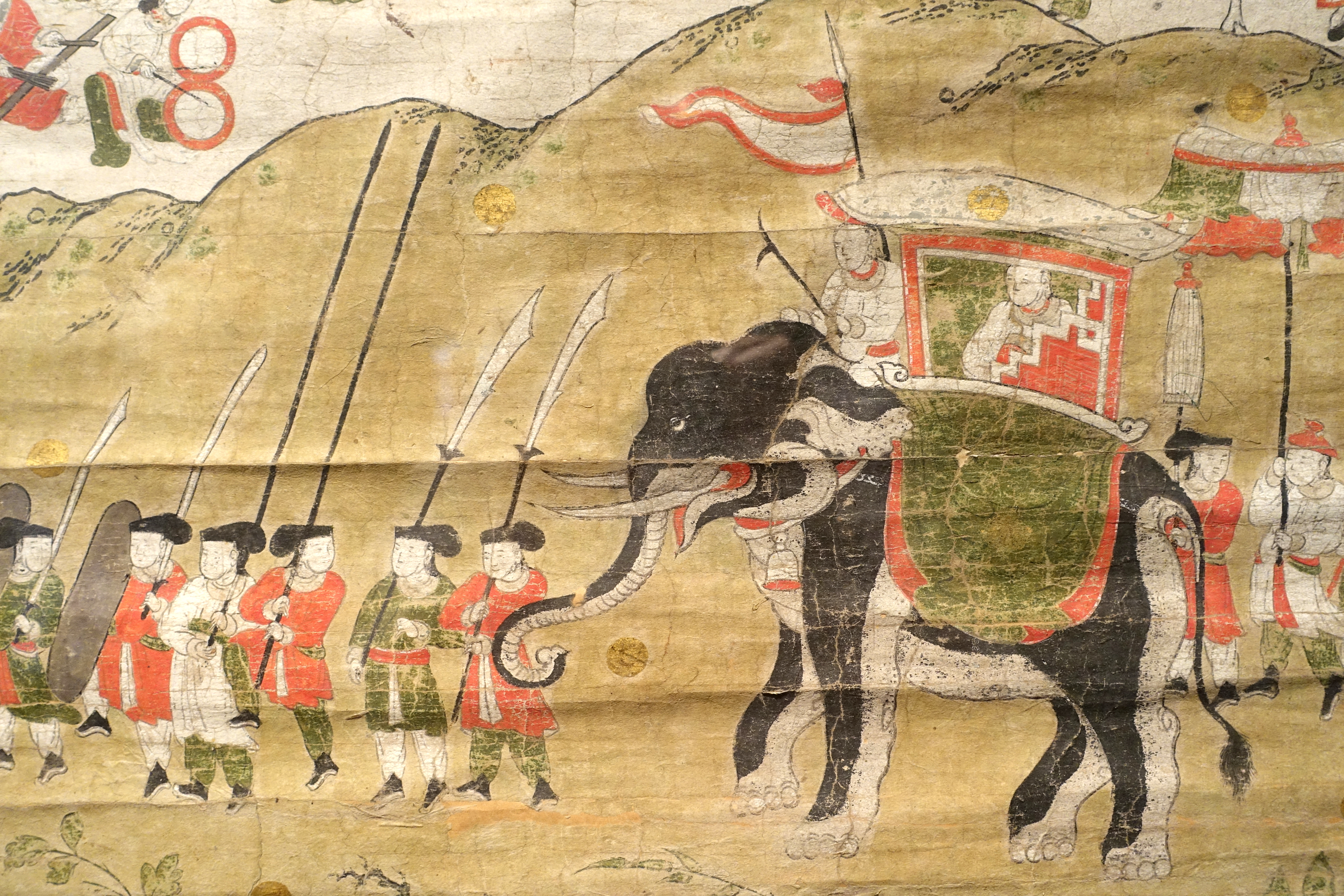
鄭主政權軍隊的畫像

元和十三年(1545年)，阮淦意外被莫朝降將楊執一毒殺，其婿鄭檢繼承其權柄，出任太師諒國公、節制各處水歩諸營，繼續扶黎滅莫，是為鄭主之始。黎英宗正治二年(1559年)，鄭檢成功收復太原、諒山等大片領地。正治十三年(1570年)，鄭檢去世，其子鄭檜繼承其位，但不久後便被鄭松取代。鄭松在黎世宗光興十五年(1592年)成功收復東都（今河內），使黎天子得以還京，光復舊物，并取代莫朝被明朝冊封為「安南都統使」。自此中興黎朝名義上重新統一越南，而莫朝就拒守高平一隅之地。
這時期，前太師阮淦的次子阮潢因為被鄭檢猜疑，阮潢請教阮秉謙怎麼辦，阮秉謙回答「橫山一帶，萬代容身」，因而阮潢決定自請出鎮南方，得到鄭檢的允許。這時期阮潢仍向後黎朝朝廷效忠，每年向朝廷上繳白銀400斤、絲帛500匹，并屢次出兵支援鄭氏進攻莫朝。但後來阮主逐漸割據自雄，成為鄭主政權的大患。

### 黎皇鄭主

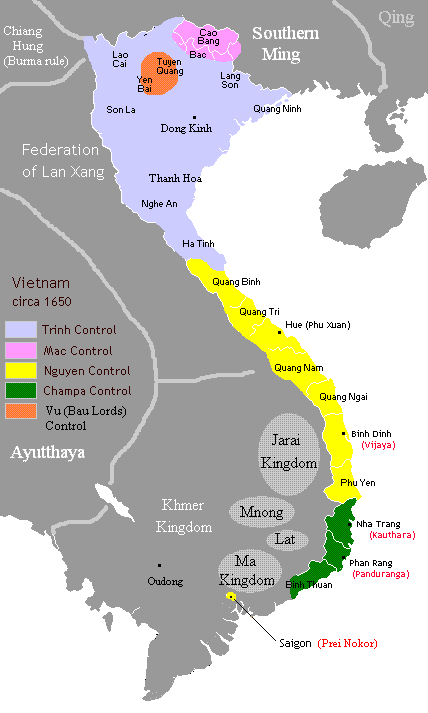
鄭阮紛爭於1650年的形勢。粉紅色為莫朝，粉紫色為鄭主，黃色為阮主，綠色為占婆

權臣鄭松比其父鄭檢更加專權跋扈，先後廢立黎英宗、黎敬宗，并能隨意干預皇嗣繼承。在收復東都（今河內）後，鄭松便被其黨羽推舉為「平安王」，史稱「國家事權皆自裁之，財賦兵民悉歸王府」，他在世時黎世宗、黎敬宗、黎神宗俱傀儡天子，只是「端拱受朝謁而已」。這時期鄭氏儘管掌握國家實際的核心權力，但其面臨著高平莫朝和宣光裒主的威脅、廣南阮主的崛起與中國潛在干涉可能，故而鄭主并未像莫登庸行篡位之事，使得當時越南的政局形成一種微妙的平衡，出現「黎氏為皇、鄭氏執政」的二元格局。
在這時期，黎朝皇室的手中財力僅夠日常開支，禁軍宿衛也全是鄭氏指派，黎世宗以降的全部黎朝皇帝只作為一個象徵式的虛位元首，其除了祭祀、外交、科舉、礼節性活動外并無存在感。鄭松以後的歷代鄭主逐漸完善這一種「黎皇鄭主」的格局，鄭主設座於黎朝皇帝旁邊，穿紫色龍袍，臨政視事。朝廷大事由鄭主決斷，庶務由「府僚」負責，府僚以「六番」虛化了朝廷的六部職能。
在名義統一越南後，廣南的阮主逐漸坐大，又允許葡萄牙商人建立商業港口費福（Faifo，今會安），雖然其名義上仍奉黎氏為主及使用中興黎朝年號，但已然成為威脅鄭氏政權的存在。鄭松之子清都王鄭梉非常憚忌阮福源，於是他便在永祚九年(1627年)要求阮福源入朝拜謁，但被阮福源拒絕，鄭梉因而決定南征阮主，自此開啟了鄭阮紛爭的時代。這時期鄭主雖然擁有紅河三角洲的富裕領土和更龐大的人口，但是阮主修建長育壘、柴壘，又任用陶維慈、阮有鎰等名將抗衡，使得鄭阮兩家相峙不休，最終雙方的分界線大致定在今廣平省的𤅷江上。
在結束了和阮主的長期戰爭後，西定王鄭柞開始把注意力放在北方割據的莫氏政權，并發起進攻屢次把莫氏驅逐出高平，但其時清廷視莫氏為可以掣肘黎朝的工具，因此屢次施壓逼使鄭氏把莫元清放歸高平。這情況直至三藩之亂爆發後才得到改變，當其時莫元清與鄰近的吳三桂政權互相勾結，並為其籌辦糧餉，結果三藩事敗後被清朝一體追究，也使得中興黎朝成功收復高平四州，終結莫氏割據高平九十一年的歷史。

### 黎祚告終

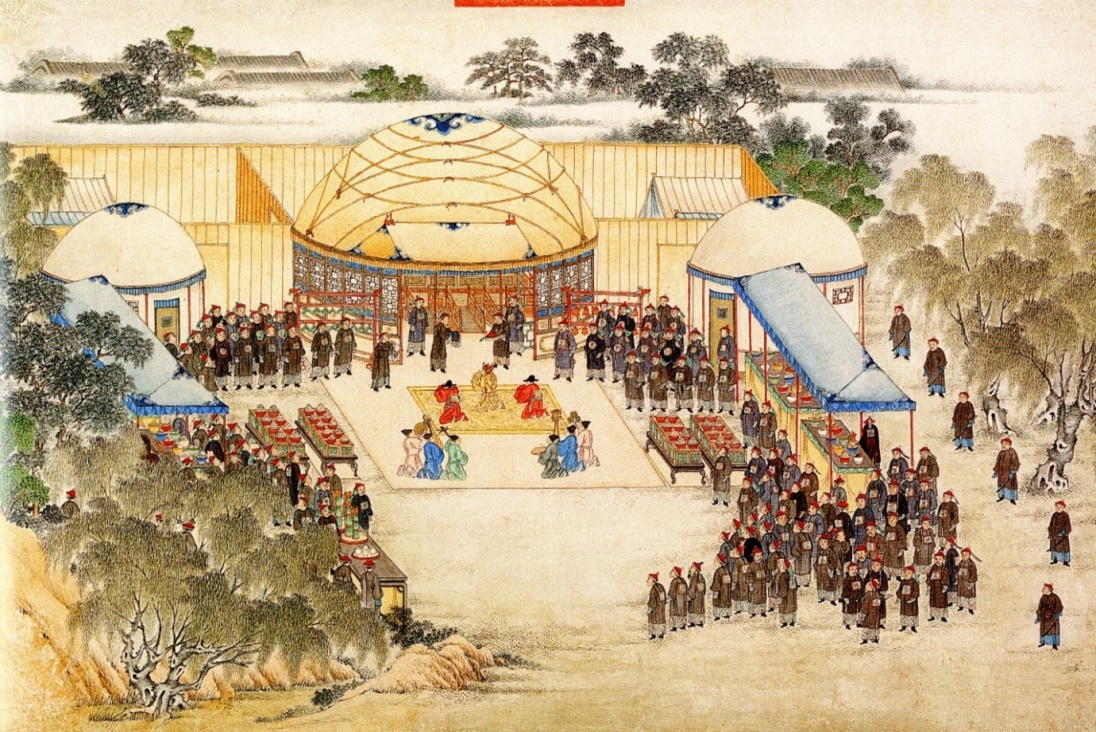
十全敷藻圖冊之安南國王（黎昭統帝）至避暑山莊

結束鄭阮紛爭後，鄭柞，鄭根，鄭棡稱主時，均致力於民治，着手改革，內又有范公著，阮公沅等賢臣輔助，既設立武學所和武舉，又重新制定了度量衡，當時北河號稱「承太平之業，兵革不試，宇內無事，朝廷多所製作，法度大備，紀綱畢張，殊方納款，上國歸地，號稱極盛之世」。然而，後來繼位的鄭杠暴戾專橫、奢侈無度，寵信宦官黃公輔，又對內大興土木，鄭府士兵腐化驕橫；他又弑殺了永慶帝黎維祊、無理罷黜了黎純宗的太子黎維祧。如此之下，社會持續動蕩不安，百姓和士紳日漸不滿，一時間阮有求、阮名芳、黎維、黃公質等纷纷起義，鄭主政權陷入焦頭爛額的景地之中。
直至鄭楹推翻鄭杠後，他任用了黃五福、阮貴憼、阮公寀等得力大臣輔佐，並廢除了很多鄭杠時期的亂政；他又以「念邊方猶逞蠢頑，欲以帖邦畿而寧海宇；謂正禮宜隆世嫡，寶以重尊統而一民心」，重新擁立了黎顯宗穩定人心。同時，他下令恢復軍民屯田，重新賑濟災民、恢復鄕試舊制，因而北河在他治理下開始復興，四方盜賊民變也逐漸平息。鄭森繼位後，他於景興三十五年（1774年）趁阮主政權衰弱和張福巒亂政，以黃五福為將發動了征討阮福淳的戰爭，並在隔年攻破了阮主的都城富春（今順化），收復了順化以北的土地人口；同時，在他治下北河出現了「天下承平，比年豐稔，市纏間物價甚賤」的盛況。志德完滿下，鄭森一度打算篡奪黎顯宗的帝位，並在景興三十八年(1777年)派大臣出使清朝，但其陰謀最終被忠於後黎朝的使臣武陳紹所挫敗。鄭森廢長立幼，以幼子鄭檊為世子，結果去世後長子鄭棕重新兵變奪權，三府兵自恃有擁立之功，驕縱日肆，史稱「權歸軍士，逼勒官府，動以破家毆殺嚇之，至移易將相皆出其口」，國內逐漸陷入混亂。
景興四十七年（1786年）五月，阮惠入寇順化，旋即又以「扶黎滅鄭」為名北侵，鄭軍大敗扔失山南承宣，西山軍進逼昇龍。鄭楷親自率軍相戰於西龍津，但最終失利引刀自殺，自此延續一百多年的鄭主政權逐漸退出歷史舞台。七月，阮惠參謁黎顯宗，黎顯宗以幼女黎氏玉昕為其妻。後來，黎顯宗病亡，皇太孫黎維祁即位，是為昭統帝，阮文惠等西山軍把京城庫房搶掠一空而去。昭統帝即位後，黎天子無力掌控天下，如鄭槰、阮有整等先後領兵入城掌權，各地官員互為雄長不聽朝命，國家仍持續陷入混亂中，阮惠於是再度派兵北伐，並最終佔領北河大部份的地方。昭統二年（1788年）五月，為了挽救國家，流亡高平的昭統帝和太后阮氏玉素向清廷乞師救援，乾隆帝接受了兩廣總督孫士毅「存黎而取安南」的意見，因而清兵以「興滅繼絕」為由發兵，從此爆發了清軍入越戰爭。清軍入越初期勢如破竹，收復了首都昇龍，但隨後貪功而被阮惠大敗，乾隆帝於是以「天厭黎氏，不能自存」，改冊封阮惠為安南國王，而將昭統帝置為三品佐領，薙髮易服，自此黎亡。

## 行政及社會架構

### 黎初朝
黎利時期，他沿習了陳朝舊制和明朝體制，朝中設左右相國、內閣密院、中書黃門和三省門下等，大力強化了中央集權。地方上，黎利把全國分為「五道」，西道轄三江、宣光、興化、嘉興等鎭;東道轄洪州、南策、安邦等衛;北道轄北江、諒江、太原等鎭;南道轄快州、莅仁、新興、建昌、天長等路;海西道轄淸化、乂安、新平、順化等衛。每道設「衛軍」、「行遣」，每衛置「總管」、「都總管」、「同總管」等職。在社會基層治理上，黎利則仿傚朱熹的社倉遺制，在地方廣置「社」的單位，并按照社的人口大小任命不同數量的「社官」。
諒山王黎宜民時，仿傚明朝設六部、六科等，官職均從明制。黎聖宗時，又增設六寺，并改「五道」為「承宣十三道」(後又增加至十五道)，道的民政由「承政」管理，軍事由「都總兵」領導，刑罰由「憲察」主持，中央另設「監察御使」來督察各道事務。少數民族地區則設立「團練」、「守御」、「知州」、「大知州」等職位，由邊區酋長擔任。按《皇黎抑齋相公遺集》，黎聖宗時期全國有十五道、五十六府、縣一百八十七、鄉一、社九千七百二十八、村二百九十四、坊五十九、莊一百十六、洞五百三十四、所五十六、寨七十四、源十六、營一百有十等。全國丁壯總數為「七十萬九百四十」。丁壯人口分佈上，山南有十四萬人、海陽十一萬人、山西十萬人、京北十萬人、清華七萬人、乂安五萬人、安邦三萬人、太源三萬人、宣光一萬八千人、興化十萬八千人、高平一萬一千二百人、諒山一萬一千二百人、升華五百四十人。
黎初朝時期的官員「自一品至三品著紅衣、四五品着綠衣、餘著青衣」，俱用烏紗圓領。官服補子則是「食獸法象，公、侯、伯、駙馬竝文武正品畫一，從品畫二，風憲堂上司畫一，分司畫二，雲、河、山、水、葩木諸樣，繁殺不拘。以五彩彰施於五色絺繡金線，聽各從宜」。

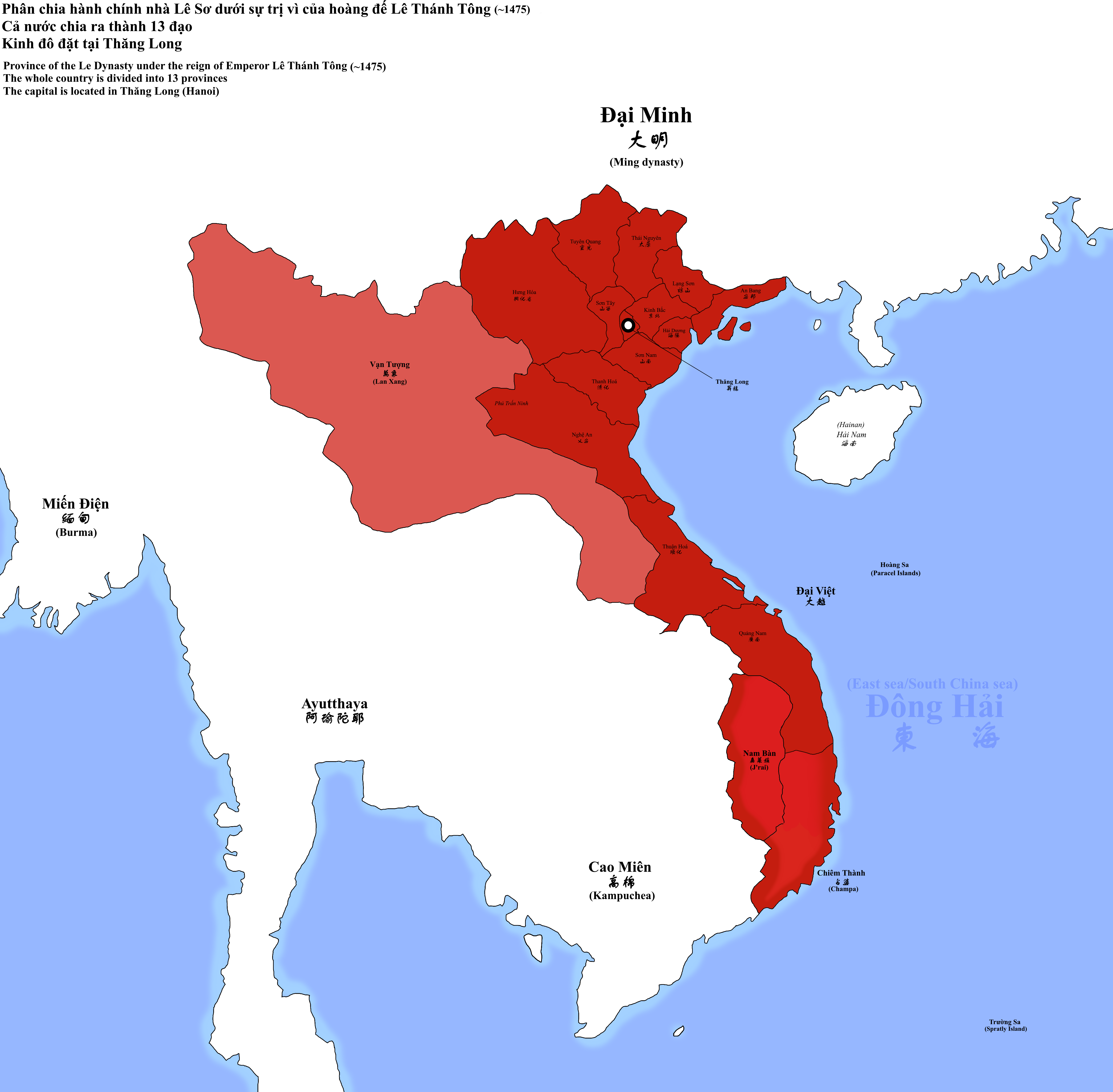
黎聖宗時期的行政區劃

### 中興黎朝
中興黎朝時期，朝廷的軍政、財政、內政盡歸世襲的鄭主裁决，鄭氏的「主府」成為越南的最高權力中心，黎朝天子只是一個虛位元首，與朝鮮半島歷史上的武人政權、日本歷史上的幕府很相似。最初時，中興黎朝官制參照黎初朝，設立宰相，官職有左相、右相、平章等，後來鄭氏廢除宰相，改設“參從”、“陪從”、“府僚官”等宰相機構以輔佐鄭主施政，又有賜給年老者「國老」的顧問職位，打造相互牵制的「群相制」。鄭主又以吏，戶，禮，兵，刑，工爲「六番」，行使和取代原來朝廷六部的核心職權；而據《雨中隨筆》記載，當其時用人選拔上是「六番添差用進士文臣，副知僉知用監生文員」。
地方上，因應當時南北對峙的長期戰爭環境，鄭氏將黎初朝地方行政區劃的「道」改為「鎮」。鎮設鎮司，改以高級武官鎮守，又設「督同」(四、五品)、督視(三、四品)、巡守等管理地方事務。各鎮又有文官負責的「承司」、「憲司」，地方俱低於武官主持的鎮司。「承司」主官是左右承政，又設参政、参议等負責民政，「憲司」則設有承宣按察使、按察付使等負責考課理訟。地方在府州縣下設有「社」的基層行政和司法機構，每社有社长、社吏、社胥等職協助地方治理和收纳租庸，由村民自己推舉，全國有八千到一萬餘个大小不等的社，大社有一、二百口人，小社只有幾十人。

## 教育及科舉

### 教育
順天元年（1428年），黎利即位後便開始大量建立地方學校、文廟和文址，學習中國儒家經典和漢字，並仿傚中國實行學田制，又「令有司廣選民間良家子第充各府生徒，立師儒以教訓之，刊經籍以頒有之」。後黎朝又仿傚明朝，在地方大量設立教授、學正、訓導等官，共計有106員。黎聖宗時期，朝廷針對教職人員進行考核，要求各考四書五經各一題、詩賦一題、制詔又各一題等。
後黎朝時期的鄉學、私塾大興，不少退休官員會自己設堂招徒，講授舉業，如正和六年（1685年）的乙丑科探花武晠，他在下野後築書室於壕南，號稱「許多學者負笈千里而至，每講日，學堂不能容納...及門多擢科甲，為名臣」；甚至黎朝末年時，還有女子設堂授徒的私塾存在，如女文豪段氏點在章陽所設的私塾。其次，村社的官員鄉紳也會捐贈學田以鼓勵後學、興起文風，如《富義社文會碑》就記載該社學田全部用於獎勵本社讀書子弟，只要有人科場中第或得到封職，均可獲得社裡的獎勵；富多社的《鄉寨條例》也列明縣裡共撥古錢800貫，用以建立10間學舍，安置學生。鄉學私塾的童蒙文章大抵是中國經典《三字經》、《千字文》等，但也有越南人自己編纂的《裴家訓孩》等書。十六世紀，曾經漂流到越南的朝鮮人趙完璧也記當地「俗尙讀書。鄕閭往往有學堂。誦聲相聞。兒童皆誦蒙求及陽節潘氏論。或習詩文。其讀字用合口聲」。
除此以外，後黎朝針對武學也進行了改革，如黎太宗、黎聖宗皆屢屢考核武官，並讓隊伍講肆陣圖、不忘武備。中興黎朝以後，因應朝廷和莫朝、阮主等長達260年的對峙和戰爭，朝廷在保泰二年（1721年）正式設立武學所，並設立教官，讓功臣子弟充「武生」，以學習武經略戰和武藝等。朝廷甚至要求文臣習武，以讓他們能夠同時帶兵打仗。

### 科舉

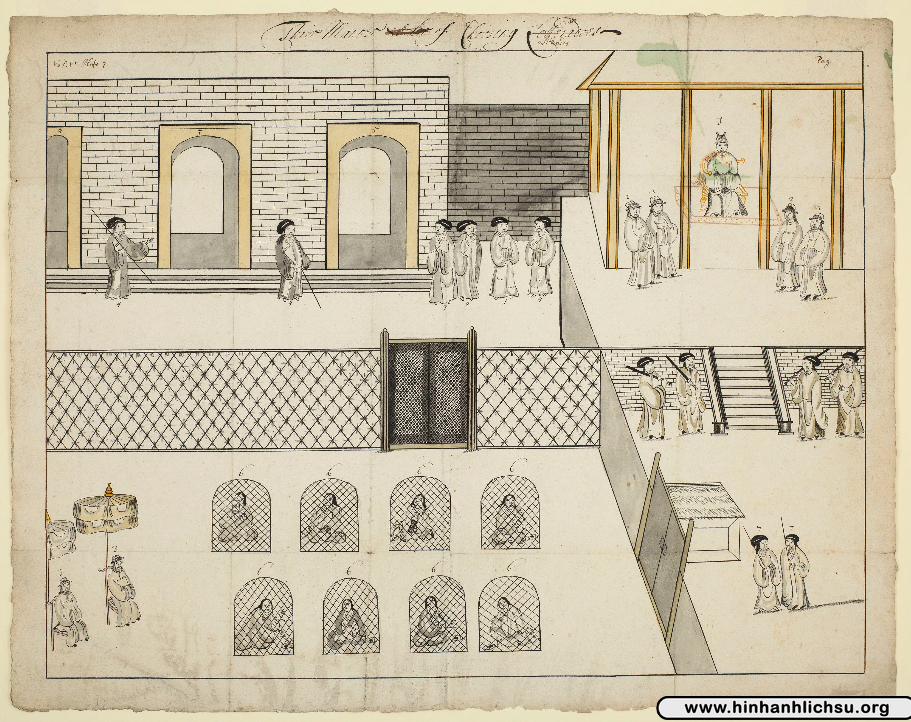
塞繆爾·巴倫（Samuel Baron）記錄17世紀中興黎朝時期的科舉，士子在竹籠下行文寫卷

後黎朝建國後，最初設立鄉試、會試、殿試等三級考試制，中興黎朝後因為戰亂，只設立鄉試、會試的二級考試制，並出現捐錢入試的情況。取士稱號上，士子軍民經鄉試中三場者，可以稱為「生徒」；中四場者，可以稱為「鄉貢」或「舉人」，並取得參加會試的資格。其後，殿試（中興黎朝後為會試）取錄者又各賜進士出身、恩格不等，但與中國不同的是越南有「缺魁缺甲」的特色，即一科中第一甲經常缺員，並不會隨意授予功名給沒有真才實學的考生。場規上，文科的試場皆以竹籬為牆，考生按名冊分坐，越南考生行文寫卷時沒有中國的號房，而是用通風透氣的竹籠罩住考生，竹籠高三尺、闊四尺、每簡高三尺，各竹籠之間也有一定的距離，以符合越南炎熱的氣侯和經濟效益。
科舉策文的內容上，多分為治國方略、綱紀制度、德政民心、經濟財政、軍事武略、求才納賢等，後黎朝統治者除了遵從儒家理念外，也非常注重經世致用、古今為用的特點，他們往往在科舉中規定使用「洪德文體」，要求士子「文體用渾雅，禁用浮薄、險陂、難澀之詞；對陳時務，要斟酌得體，適於實用，不得泛為誇大」，鼓勵士人批評時政，與中國明清兩代的八股套文形成鮮明的對比。最初黎太宗在大寶三年（1442年）開科時，科舉時間或六年一科，或五年一科，未有定制，直至黎聖宗即位後始定為三年一科。此外，黎朝歷代還舉辦過東閣科、宏詞科、書算科、士望科、明經科等制科考試，以選拔各種人才。據歷朝憲章類志統計，後黎朝自從大寶三年（1442年）至昭統元年（1787年），共開進士科90科，收取約進士1752名；制科4科，收取中式者30名。

### 武舉

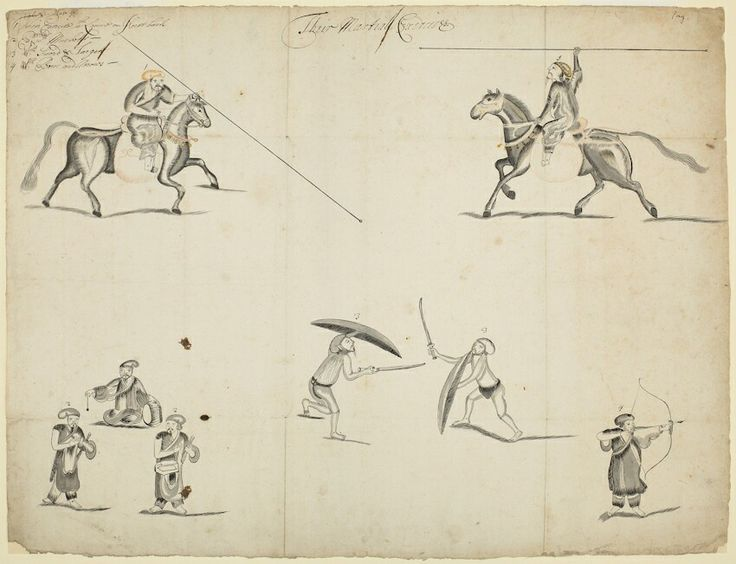
塞繆爾·巴倫（Samuel Baron）記錄17世紀中興黎朝時期的軍事訓練

文科以外，黎朝在保泰五年（1724年）設立武舉，三年一期，凡是天下軍民、武生俊秀、習武者皆可以報名參與，以選拔將才應付戰爭所需。黎朝沒有規定文舉者不得入武舉、武舉者不得入文舉，朝廷允許士子、軍民自由選擇交叉入試，如《黎朝造士登科錄》就記載許多越南人先考取了鄉貢，其後又通過武舉當官的例子。
中興黎朝時期的武舉是「所舉」和「博舉」的二級制，所舉中式者稱「弁生」並取得參加博舉的資格。博舉參加的考生約600名，分別考較身材、技勇、弓弩、炮射、武藝、陣法、摔跤等，同時還要考驗其兵書、方略、詩賦的能力等，僅有能文能武者才能在武舉中式成為「造士」。按黎貴惇記載，考生能中式的比例僅約2.44%。
授官上，「造士」第一甲授正六品武尉，第二甲授從六品武尉，第三甲授正七品副武尉，較清朝武進士的初授職品更低一點。據統計，後黎朝自保泰五年（1724年）至景興四十六年（1785年），共開武舉科19科，收取約武造士60名、同造士140名。

## 外交

### 內帝外王
儘管越南擁有久遠的「內帝外王」歷史，但後黎朝前三代君王均以「國王」自居而不稱帝國內，以免刺激明朝。直至黎聖宗在光順八年（1467年）十二月恢復「外王內帝」，制皇帝受命之寶，并對外採取「北和南征」的策略，一邊修好明朝，一邊向南擴張。其又仿傚中國朝貢制度，要求周邊小國朝貢後黎朝，讓後黎朝成為中南半島的「小天朝」。
按照中國禮法，以小事大者必須使用真名，但後黎朝沿用自李朝的做法，自黎利以降均以偽名奏報明朝，較李氏朝鮮、尚氏琉球等其他中國藩屬為異。越南史料中也往往把向明朝貢形容為「報聘」、「如明」、「交鄰」等，而不像李氏朝鮮採用「朝天」等宗藩意味比較強的字眼。日本學者山本達郎認為這是因為中國禮制對「內帝外王」的越南君主而言是巨大的恥辱，因此越南以偽名朝貢的另類方式來盡可能不傷害「對等」形式。
中國明清兩代均對後黎朝的「內帝外王」採取無視或容忍態度。明憲宗時期，曾有行人司官員指出他撿獲了使用後黎朝年號的僭越文書，並提議明朝出兵征討安南，卻最終被朝廷以「引啟邊釁」治罪。清朝年間，李氏朝鮮也對中興黎朝私自使用年號產生疑問，例如正和八年（1688）曾有朝鮮商隊漂流會安後被救，當朝鮮官員看見阮主文書中使用黎熙宗年號時就感到驚訝，他們詢問說「安南文書中正和九年雲者，本國不為服從於大清而然耶？抑有僭稱天子之國而以正和為年號耶？願聞其詳」，而華商陳乾則回答說「其安南國者，昔日原為交趾之名，洪武年得雲南一省，棄交趾，任其進貢，往來不分別年號久矣，今我皇上以從大明古例，不與交量，任彼稱為正和，如日本者稱為貞享同也」。

### 中越關係
明朝在王通撤軍并朝議放棄安南後，明朝和後黎朝關係仍然緊張。黎利通過頻繁朝貢和放還俘虜的明朝軍民1萬5607人，使得中越關係逐漸正常化，最終明宣宗決定放棄黎利歸還兵器和擁立陳朝後裔的要求，轉而冊封黎利為「權署安南國事」，正式結束了長達二十餘年的中越敵對狀態。此後，後黎朝基本上和明朝維持了相對穩定和友善的宗藩關係。正統元年(1436年)九月，明英宗才正式冊封黎利之子黎元龍 (對明稱為黎麟)為「安南國王」，授以駝紐塗金銀印，又賜皮弁冠服等。這時期中越文化和技術交流頻繁，後黎朝的使者梁如鵠從中國引進雕版刻書技術，而使者陈驴則從湖南引進了髹漆技術，對於越南文化產業生重大影響。後來在黎聖宗的治理下，其時後黎朝「自負國富兵強，輒坐大」，積極侵略占婆和老撾，并越境廣西欽州、土司安平州等地，與明朝爭訟不已。
到了莫氏篡黎時期，明世宗在收到黎氏舊臣求援後一度考慮出兵，但最後多方考慮下取消了出兵討伐安南莫氏的計劃，取而代之的是明朝降安南國格為「安南都統使司」(越南语：An Nam Đô thống sứ ty)，改冊封莫登庸為從二品的「安南都統使」，賜銀印仍聽其行政治事。明朝此後均保持「不拒黎、亦不拒莫」的「以夷制夷」方針，以保持對越外交事務的主動權，安南的統治者從此沒有再得到過大一統的明朝冊封為國王，即使黎氏再興後也維持了同樣的情況。
明末清初之時，勢弱的南明勢力開始扔棄天朝上國的自尊，弘光、隆武、永曆政權均屢次遣使求援於中興黎朝，永曆帝改變了明朝一直以來的對越政策，重新冊封當其時的黎神宗為安南國王，甚至前所未有地冊封鄭梉為「副國王」，以換取鄭主每年銀二、三萬兩的資助。1657年，西定王鄭柞繼位後對日益勢窮的永曆政權轉趨冷淡，而新興的清朝則向安南發出「懷柔」的信號，當永曆帝逃入緬甸而北方莫氏率先向清朝投誠後，中興黎朝不得不面對現實，徹底棄明投清。在與清朝的封貢期間，原來鄭氏並不願意交出明朝印敕，但當清廷態度強硬並發出斷交的最後通碟時，鄭柞不得不交出永曆賜予的金印，從此成為清朝的藩屬國。鄭阮紛爭時代後，阮主政權不甘名份低於實際上是傀儡的黎朝皇帝，因此阮主開始使用「大越國王」的稱號，也曾經試圖繞過黎朝直接與清朝建立朝貢關係，但在康熙四十一年（1701）被清廷以「惟安南有黎在，未可别封」拒絕。

### 越日關係

長崎到安南國的朱印船圖

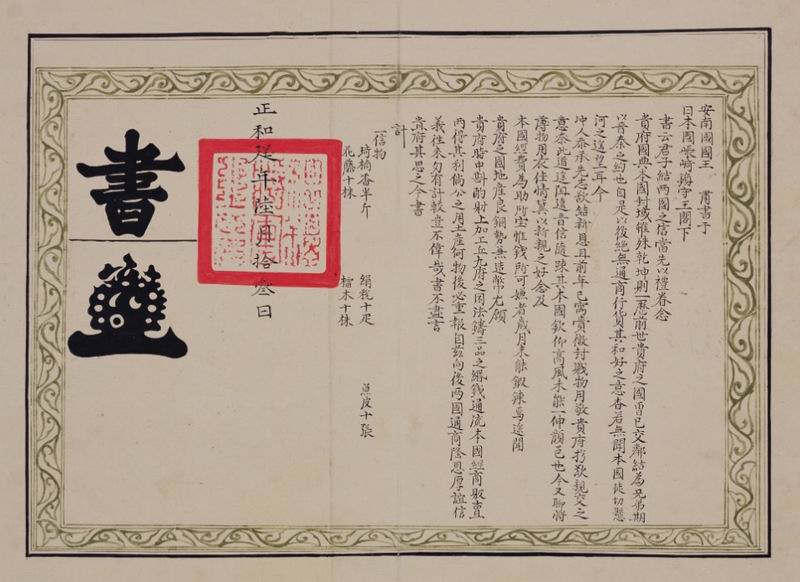
安南國王呈上長崎奉行書

日越之間的貿易形成和進行物物交換的歷史最早可追溯至16世紀初期，除了來自暹羅（泰國）和馬來西亞的貿易船，日本的朱印船在越南的港口也頻繁出入。而中興黎朝以後，鄭主、阮主都開始開放外國貿易和商館，日本的江戶幕府也有更多機會和後黎朝進行接觸，這時期鄭主、阮主兩個政權均以「安南國」的名義和日本往來；越日之間相互交換的存世國書達59件，其中58件的時間是1591年到1694年。根據越方資料記載，當廣南阮主第一代領袖阮潢於十七世紀開放會安的港口時，當地已經有數百日本商人聚居，阮福源更把養女阮氏玉華嫁給日本朱印船商人荒木宗太郎，賜名阮太郎。

### 越朝關係
後黎朝和李氏朝鮮的建國時間相當接近，彼此國祚亦頗長，兩國又是同文之邦，兩國使臣常借朝貢中國聚集的機會見面，尺簡往復，互贈土宜，因此越、朝之間在明清兩代的交往頗深，並留下許多酬唱、筆談的作品。當其時越南、朝鮮兩國各以自己的漢學水平為傲，因此彼此間存在文化競爭的情況，黎貴惇在《北使通錄》中就提到「沿途見中州官僚、士大夫問難談辨，殆如遇敵。又有朝鮮貢使，欽差伴送官，皆一時文豪，不以海外見鄙，累相接語。僕仰伏洪福，文字酬答之間，幸免輕哂，更見稱揚」，部份學者把這一現象稱之為「競華」。兩國的交往，可參見十五世紀朝鮮譯官曹伸與後黎朝使者黎時舉，達城君徐居正和安南使者梁如鵠；十六世紀的朝鮮使者李睟光與中興黎朝使臣馮克寬；十八世紀的朝鮮李商鳳和中興黎朝使臣黎貴惇等。

## 經濟

### 錢幣和稅例
1428年，黎利又下令修造全國田簿户籍，踏勘澤洲田土、金銀等礦穴，清查人口，制定賦稅。1464年，黎聖宗又下旨禁止以僞錢換税錢。1471年，黎聖宗首次訂下了人丁稅例，為「每人納錢八陌」，而植桑養蠶的地方則按三等繳納稅錢。1498年，黎憲宗重定了桑蠶生絲稅例，定明「何社有植桑者，許一半納。生絲每畝一斤八兩，每斤準錢八陌。」；人丁稅例則改為「每子全年古錢一貫二陌，生徒、黃丁、老項，二丁準爲一率。殘疾不具，不能生理者，竝免。有能生理，徵身稅半分」。
黎利建國後，下令鑄「順天通寶」，五十文爲一陌，改變了陳朝時以七十文為一陌的計算方法，其後每位黎朝皇帝都會鑄造自己年號的通寶。黎太宗時，由於庫吏收税經常揀擇拒斥舊錢，他便下令禁止官方和民間揀擇破鈌銅錢，只要銅錢仍能穿繩便必須流通使用。1439年，黎太宗下令以六十文為一陌，再次改變了黎太祖時貨幣單位的計算方式。至黎聖宗時，他在1462年與1486兩次重申禁止拒斥銅錢的命令，并於1464年第一次明確表明「私鑄銅錢」有罪。

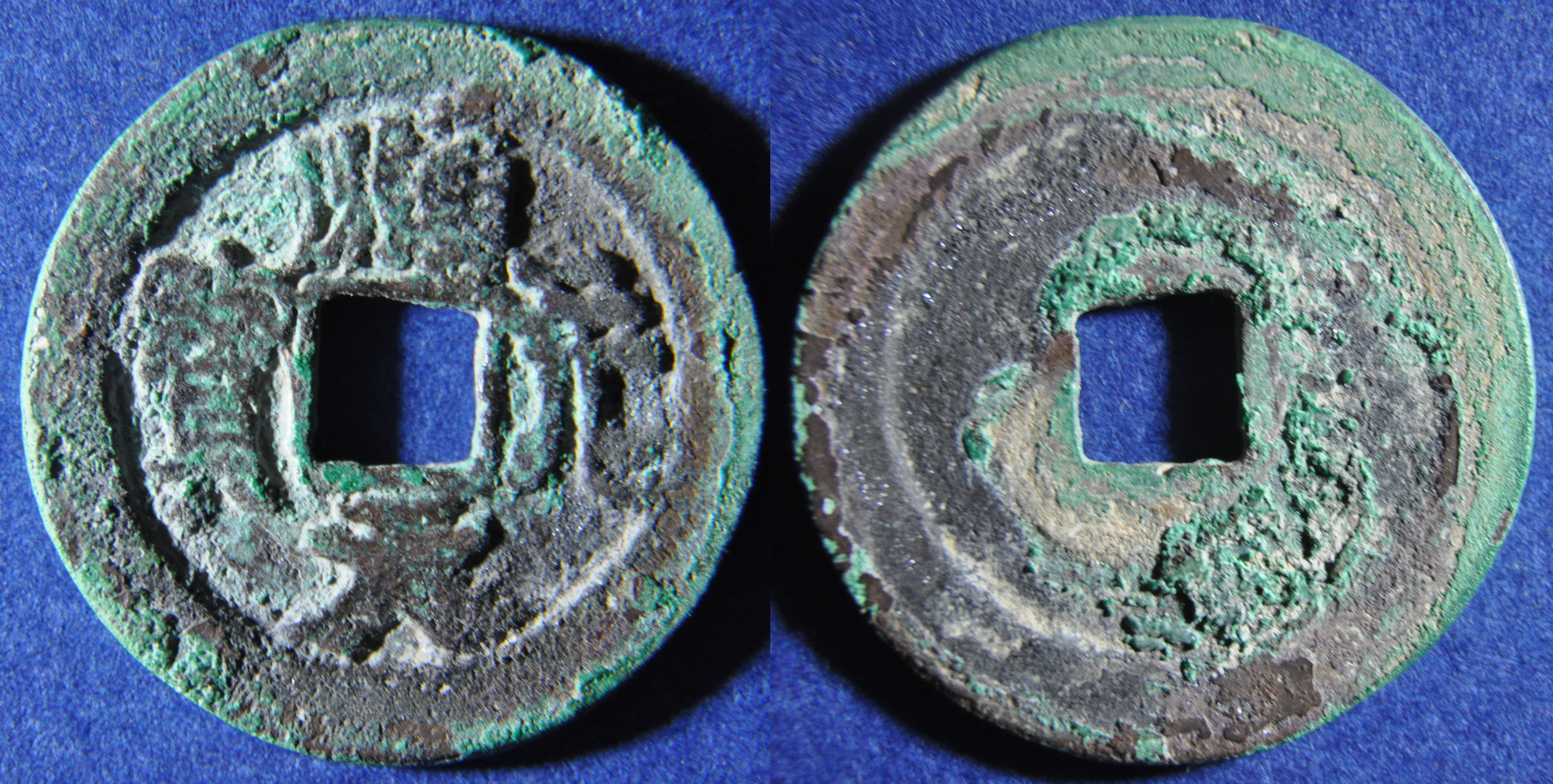
黎利時期發行的「順天通寶」
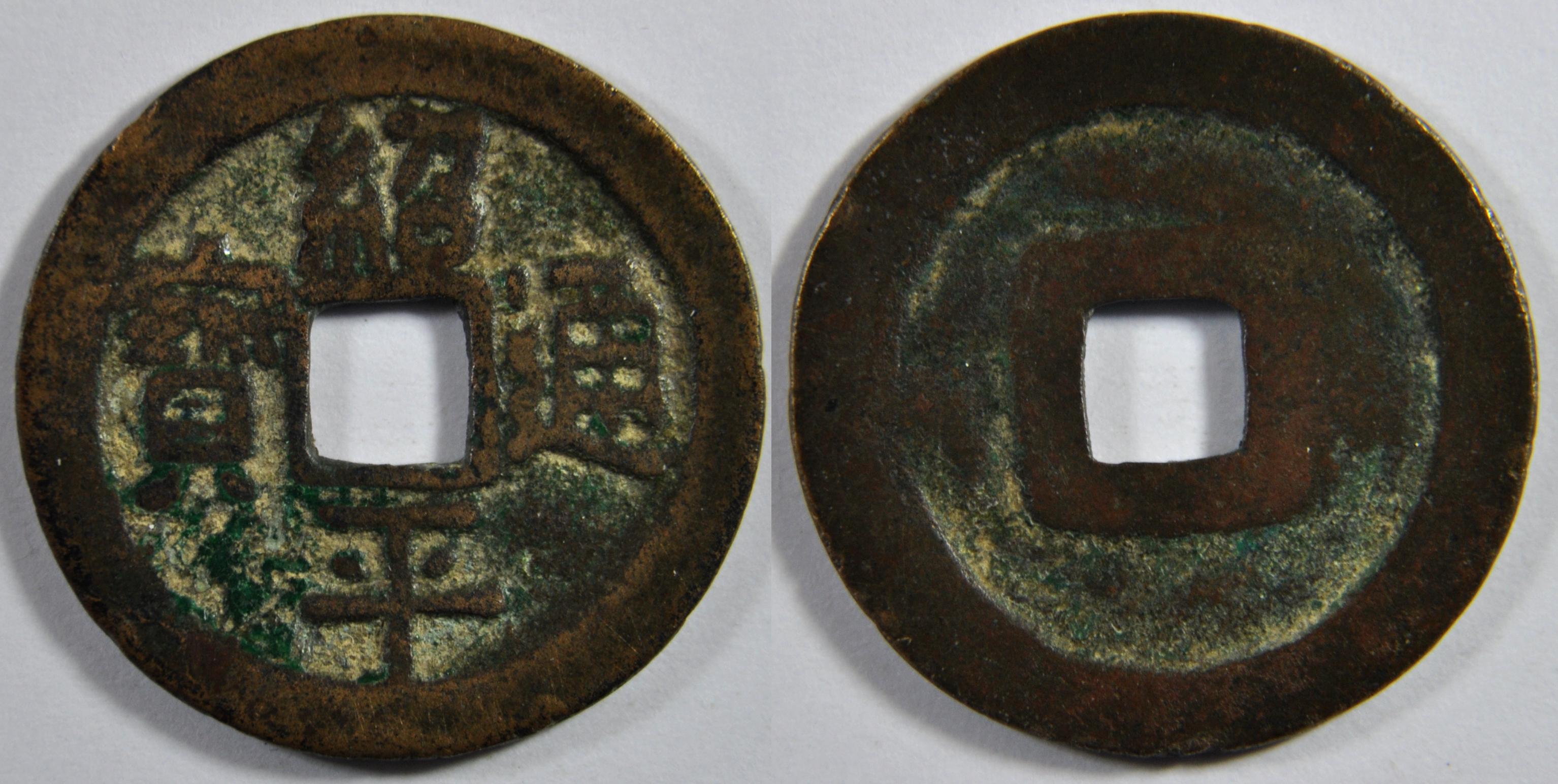
黎太宗時期發行的「紹平通寶」
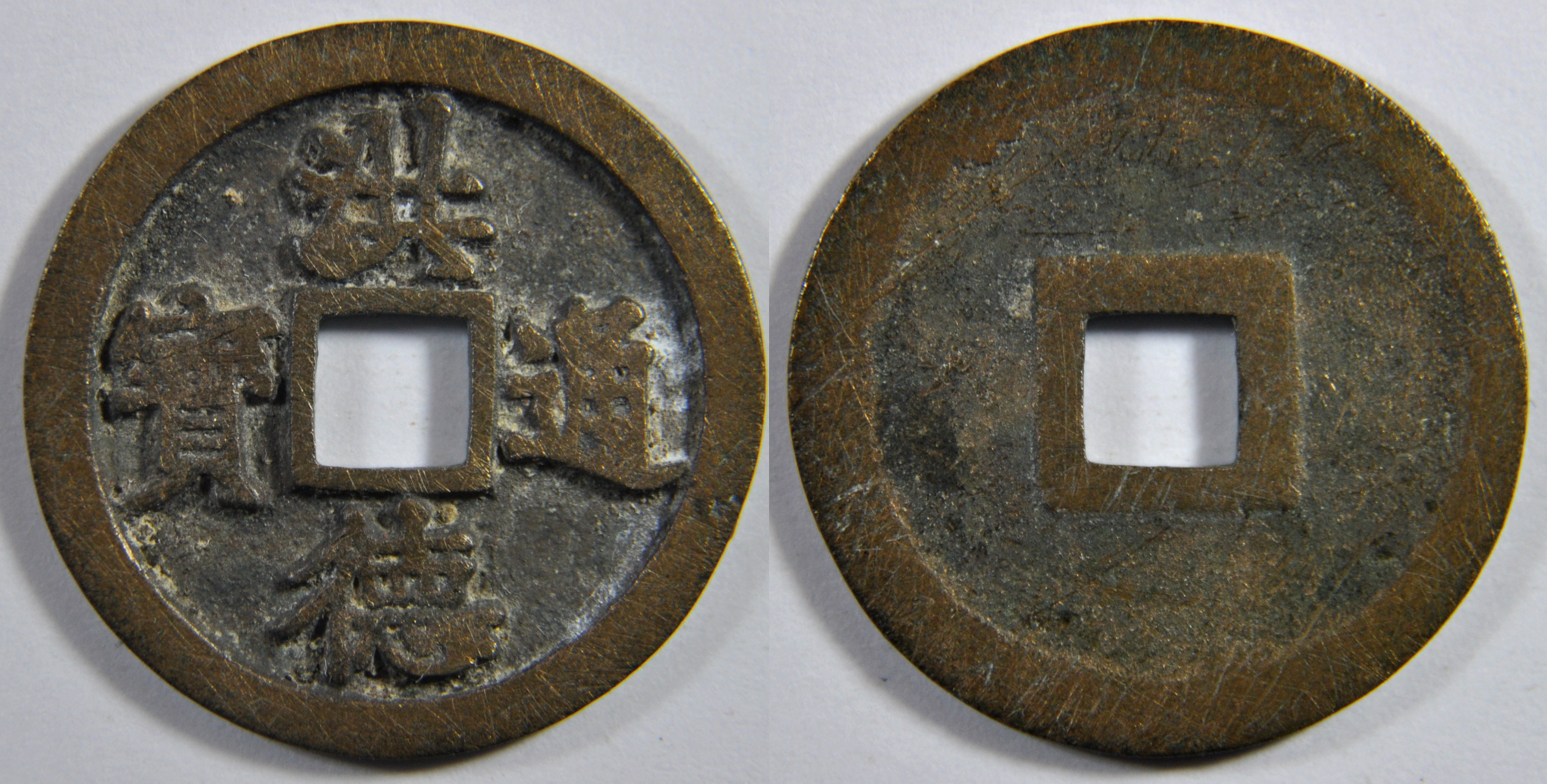
黎聖宗時期發行的「洪德通寶」
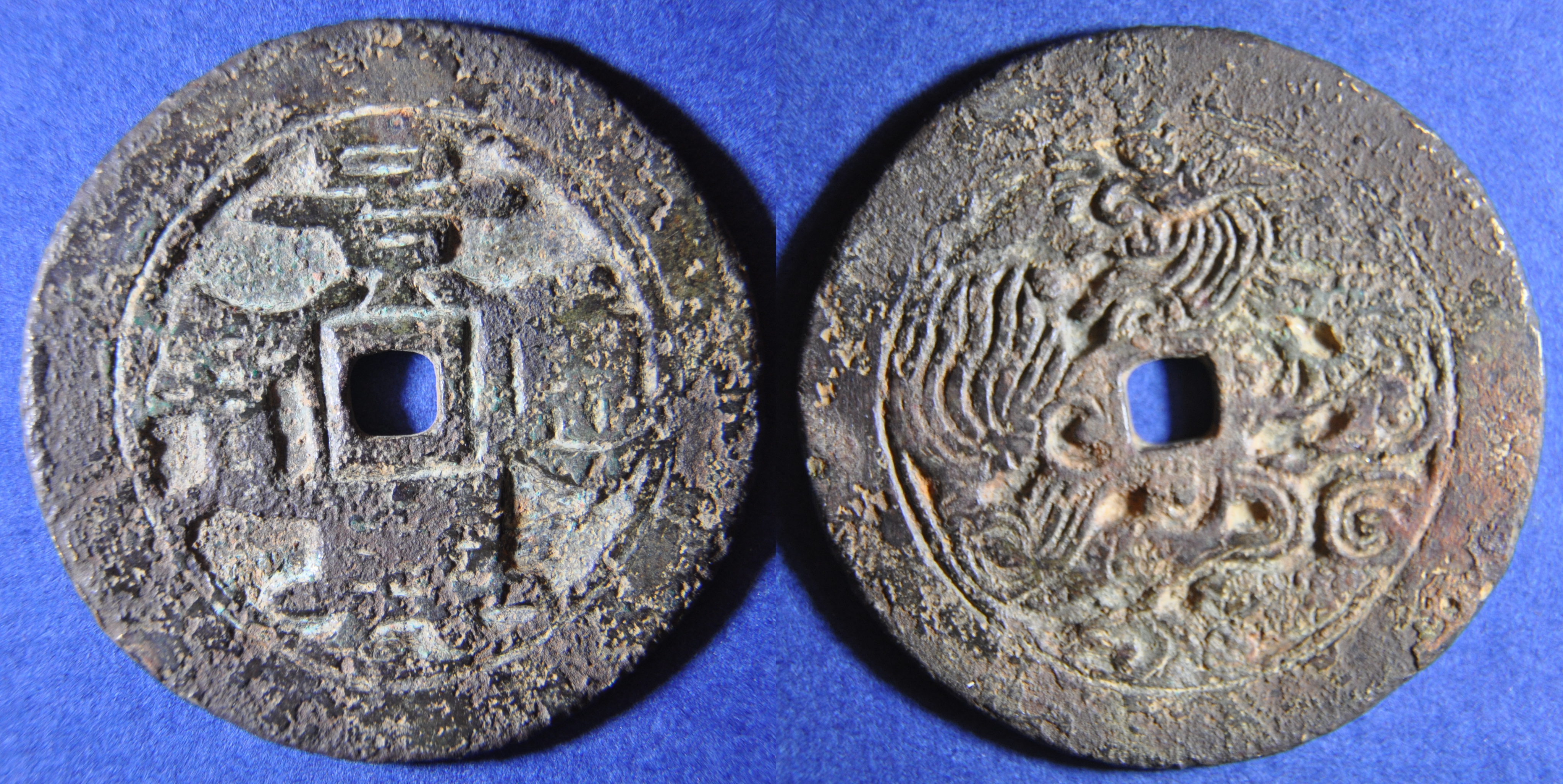
黎顯宗時期發行的「景興通寶」

### 陶瓷與絲綢
黎朝時期繼承了北屬以來發展的陶瓷產業，當其時全世界只有中國和越南有能力燒制青花瓷，而同時期的明朝進入海禁期，越南的陶瓷出口遞補了高溫瓷器市場，并在十五、十六、十七世紀維持海外貿易的黄金時期，學者統計僅在1669到1670年間，荷蘭東印度公司就進口了超過772，600個越南生產的陶瓷。與此同時，越南的絲綢生產工藝在黎朝得到長足進步，據學者統計，越南在十七世紀能夠每年生產約130-150噸生絲，製造近10000件絲織品。當時越南的山西省便以善於製造絲織品著名，黎貴惇在《見聞小錄》就記當地「多桑洲，尚蠶織。下會、天姥、綺羅、中端、大馮等社善織絹、紬、綾羅各項與厚絹...艾梂社能作倭緞，備青紫碧黃各色不減北國」。十七世紀，曾經漂流到越南的朝鮮人趙完璧記載「（安南國）桑則每年治田種之如禾麥。摘桑以飼蠶。絲絹最饒。無貴賤皆服之」，漂流到會安的金大璜也記載阮主地區「山林都是桑麻，一年再稻八蚕」。

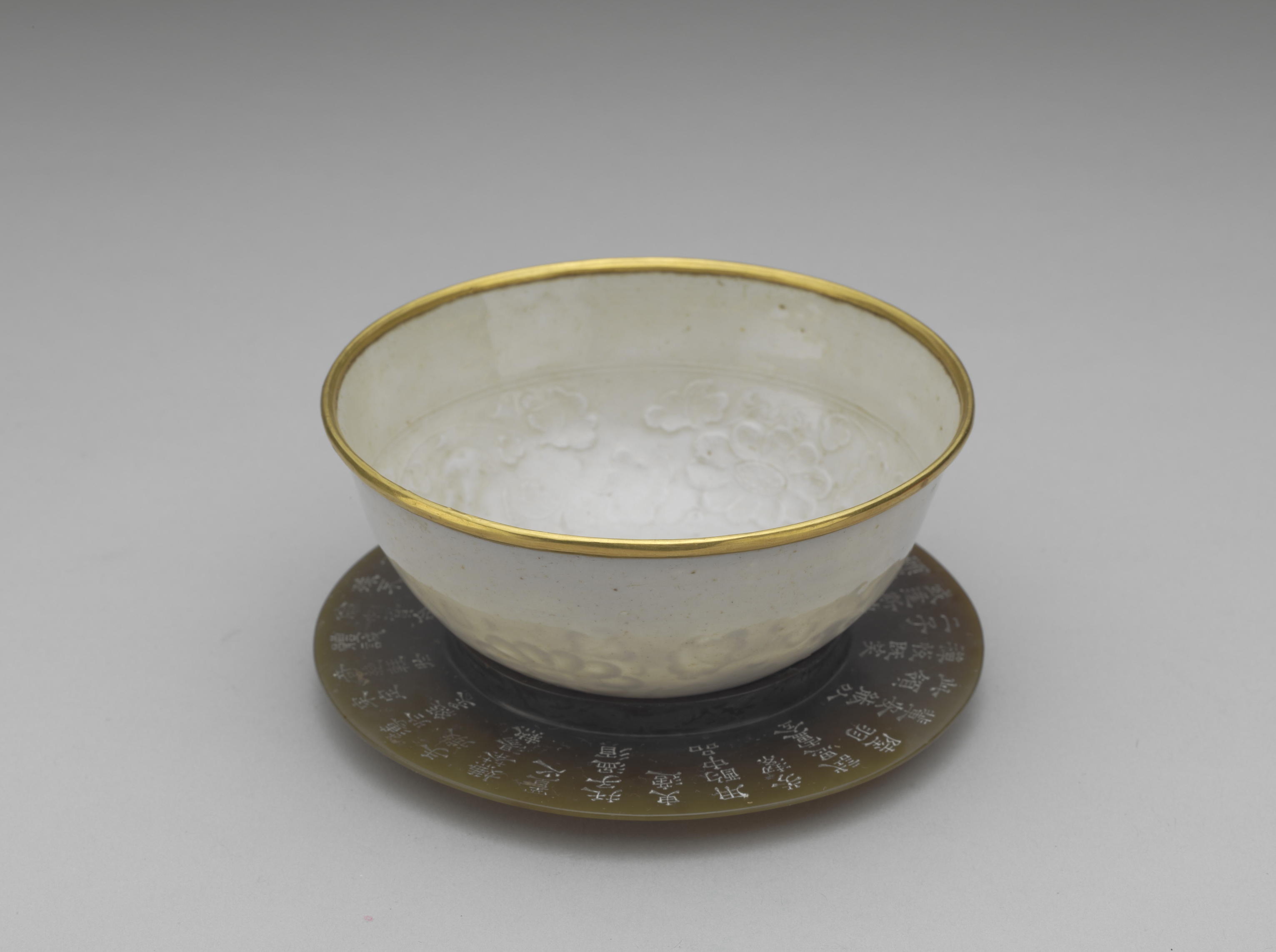
黎朝十五世紀白瓷印花菊花紋茶碗，現藏台北故宮博物院
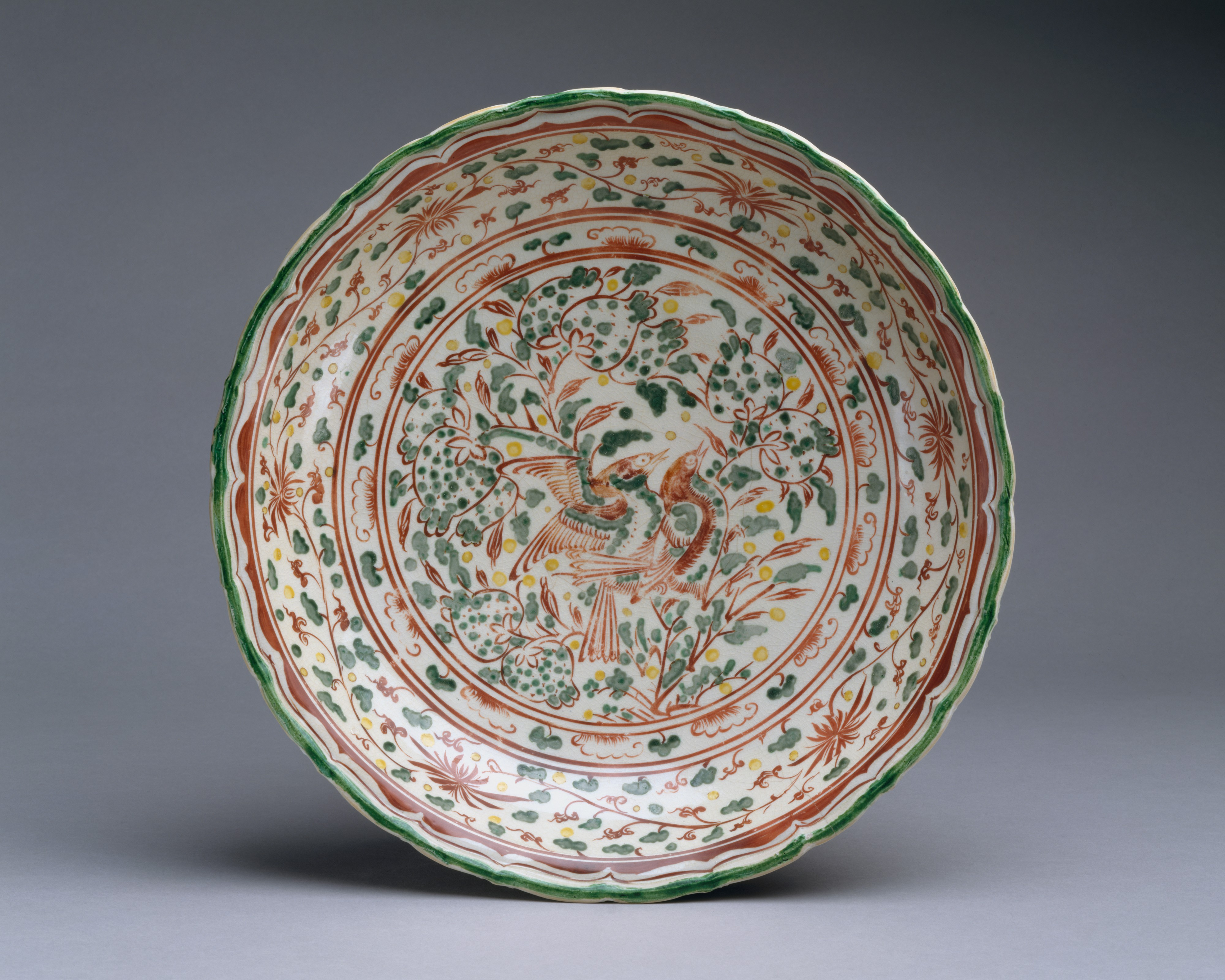
黎朝十五世紀時期的石榴鳴禽紋大盤
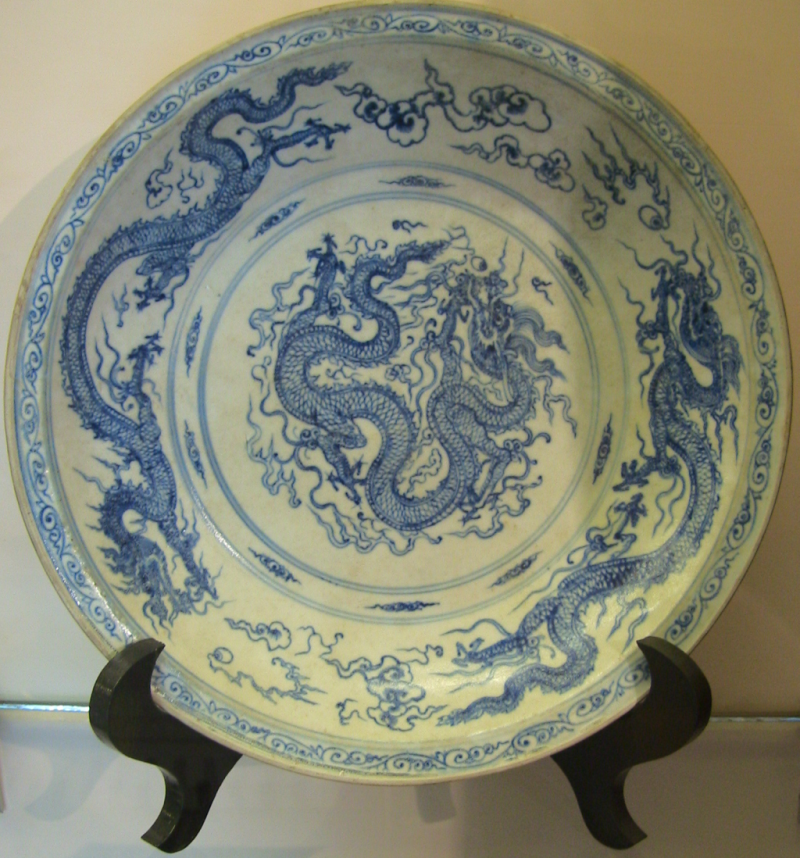
黎朝十五世紀藍釉青花龍紋陶瓷盤
黎朝十五世紀時期的清花龍形水瓷罐

### 海外貿易
中興黎朝的貿易方面，鄭主等統治者通過積極減免商稅，修築「千里路」等促進貿易，又批准讓荷蘭人來往北河庸憲開設商館，在1637年到1680年間，平均每年有 27.89萬荷蘭盾(約等於白銀9萬兩)的交易產生；後來中國人、日本人、暹羅人來越南貿易者達2000餘家，舖憲(興安)，渭黃(南方)等地形成十分繁榮的商貿之地，而當時的升龍(河內)也是相當發達的絲綢和瓷器貿易中心，每年交易量價值45萬貫。朝鮮人趙完壁提到當時的越南人經常會在春初把金錢交給妻妾們買賣營生，每當外國的商船到底時，上至達官貴人，下至平民百姓的妻妾子女們都會前往列坐交易，甚至出現和日本商人討價還價、婚配的情景。

### 礦業
黎襄翼帝時曾經定下金、銀稅例，金為金二千九百一兩六錢九分五釐一絲、銀為六千一百二十五兩九錢八分四釐八毫，後世的嗣德帝在《欽定越史通鑑綱目》則批評「是辰土宇未廣，安有金數多如此？不免失眞」。中興黎朝時期，由於當其時越南落後的開採技術，鄭主選擇把開採權委託給清人礦工，朝廷只收取牌照費和稅，當中礦工又以潮州、韶州人為多。其時越南主要礦場，包括宣光聚龍銅廠，南昌隆生銀廠，興化呈爛、玉碗銅廠，太原爽木、安欣、廉泉、送星、務農銅廠，金馬三弄金廠，昆銘鉛廠，諒山懐遠銅廠等。

## 文化
按明清兩代和外國涉越的史料，它們均記載後黎朝時期越南人的特色是黑牙、赤腳、披髮、愛喫檳榔等。明朝正德年間，潘希曾曾在《南交紀事》寫詩形容越南風俗，詩云「祝發無男女，加冠別縉紳；黑牙喧鳥雀，赤腳走荊榛。席地多盤膝，操舟悉裸身；野棲茅覆屋，露積竹為囷」。萬曆年間，王在晋曾在《海防纂要》提到其拯救的海難「交趾夷」（即越南人）習性，他指「人皆被發裸下足，盤屈蹲踞為恭，聲音莫辨，飲食無分生熟...國人讀孔孟、五經、四書，念南無阿彌陀佛。男女行大小禮，嫁娶婚姻以時」。同一時期，嚴從簡在其著作《殊域周咨錄》中亦提到「（越南人）平居不冠，立常父手，席坐蟠足。謁貴跪膝三拜，侍客以檳榔，嗜酸鹹海味」，朝鮮人趙完壁也曾提到越南人「其國男女皆被髮赤腳。無鞋履。雖官貴者亦然。長者則漆齒...唯常喫檳榔，以靑葉同食，未知爲何物也」。十七世紀時，出生在河內的荷蘭人塞繆爾·巴倫（Samuel Baron）亦以繪圖集詳細地記錄了17世紀中興黎朝的風土人情、人民日常生活和景觀：

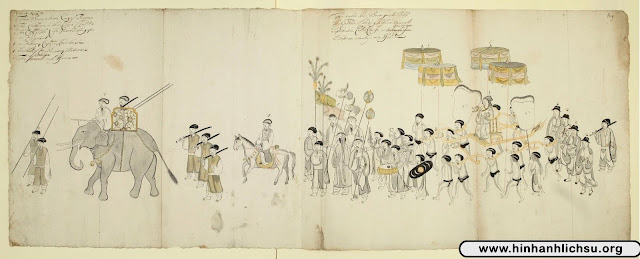
中興黎朝時期，貴人出行圖
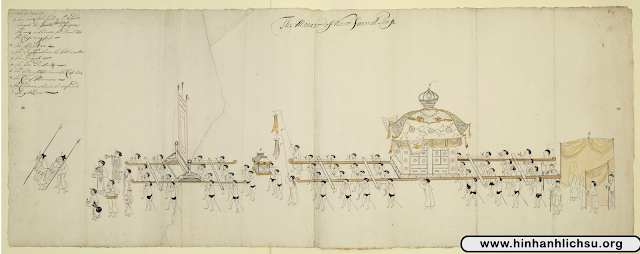
中興黎朝時期，貴人出殯圖
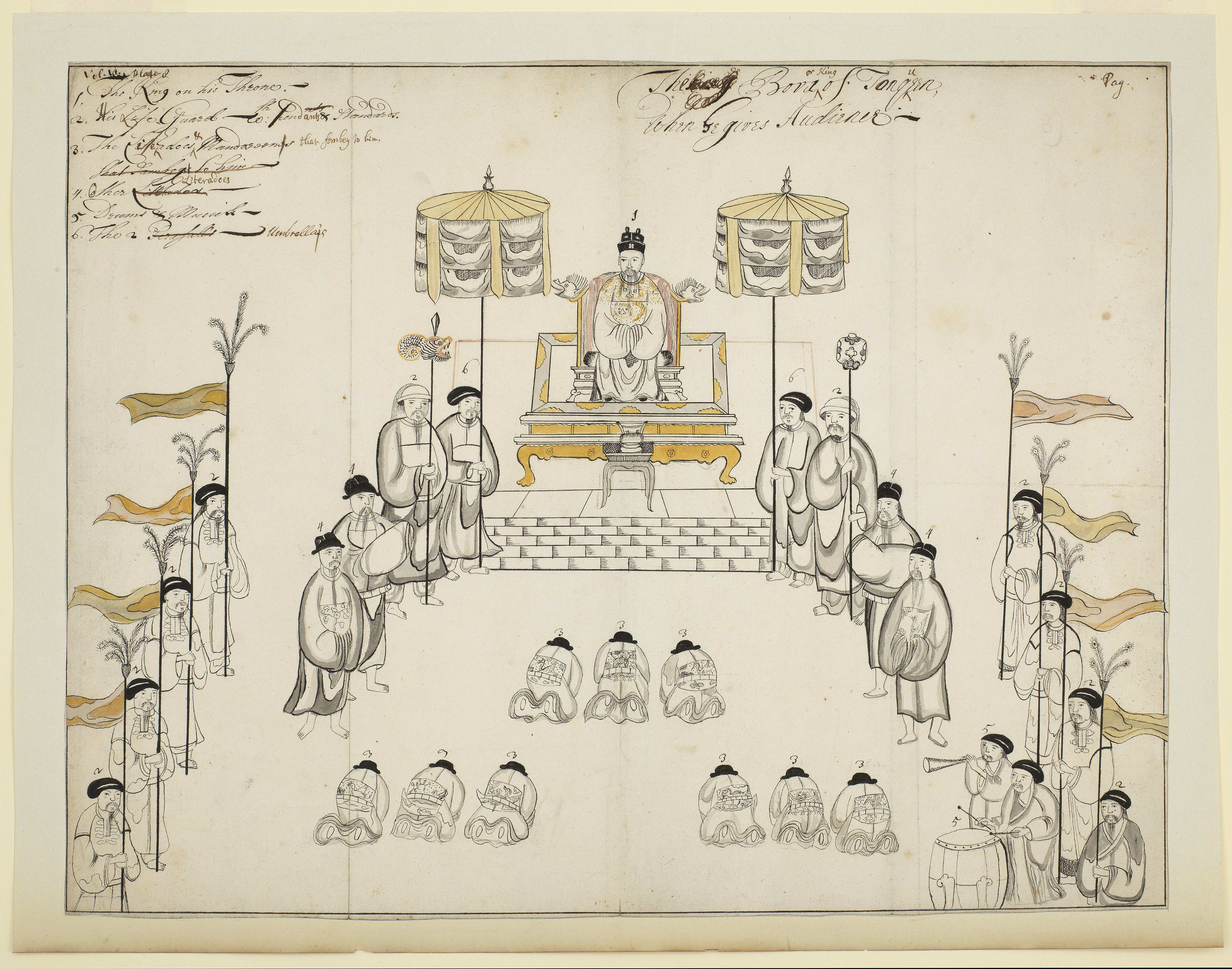
中興黎朝時期，官員朝拜黎熙宗
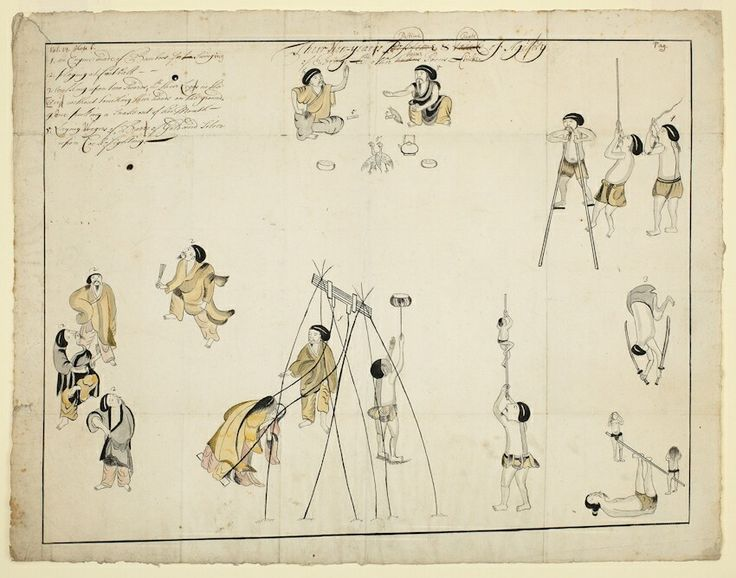
中興黎朝時期，百姓的嬉戲
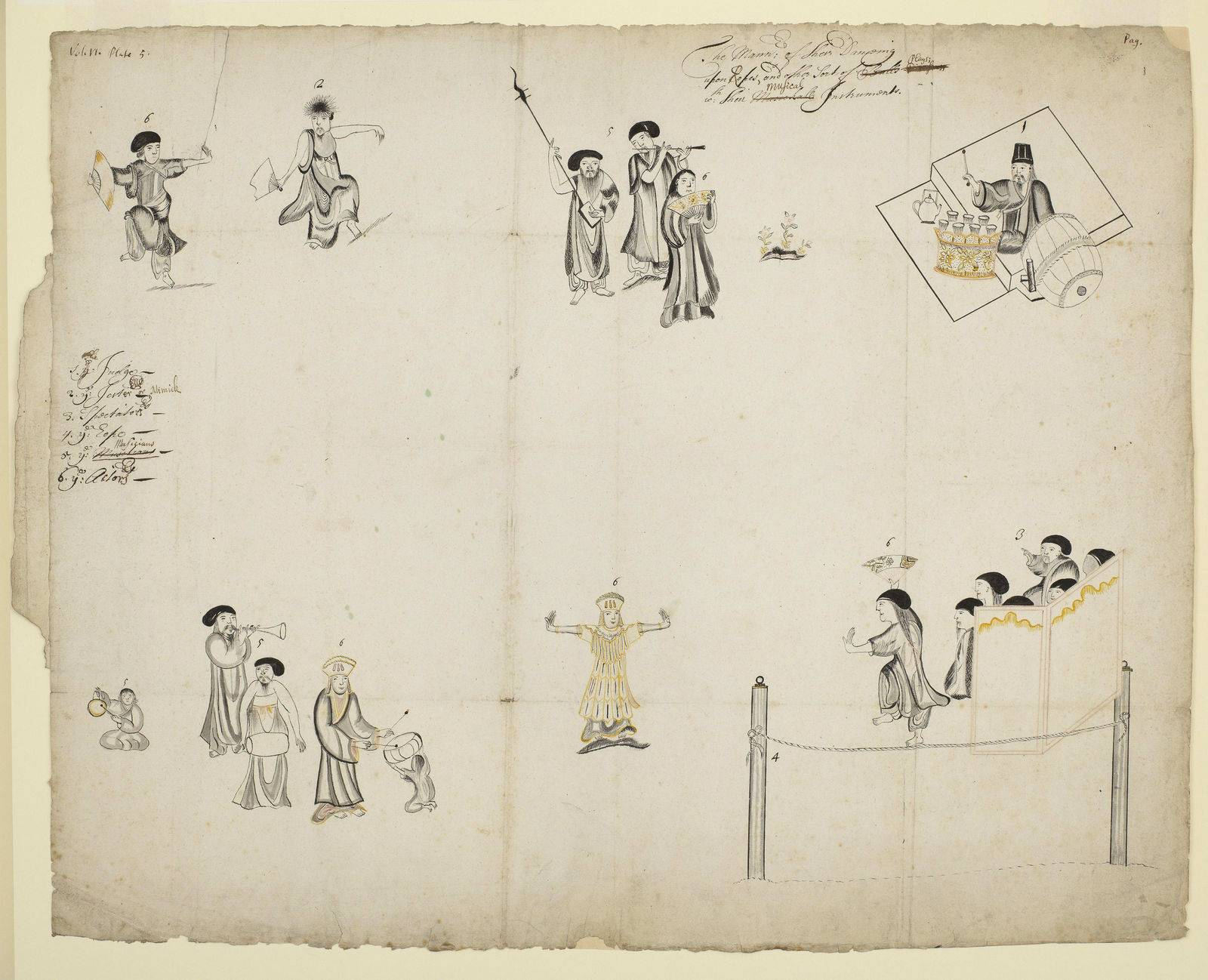
中興黎朝時期，百姓的歌舞
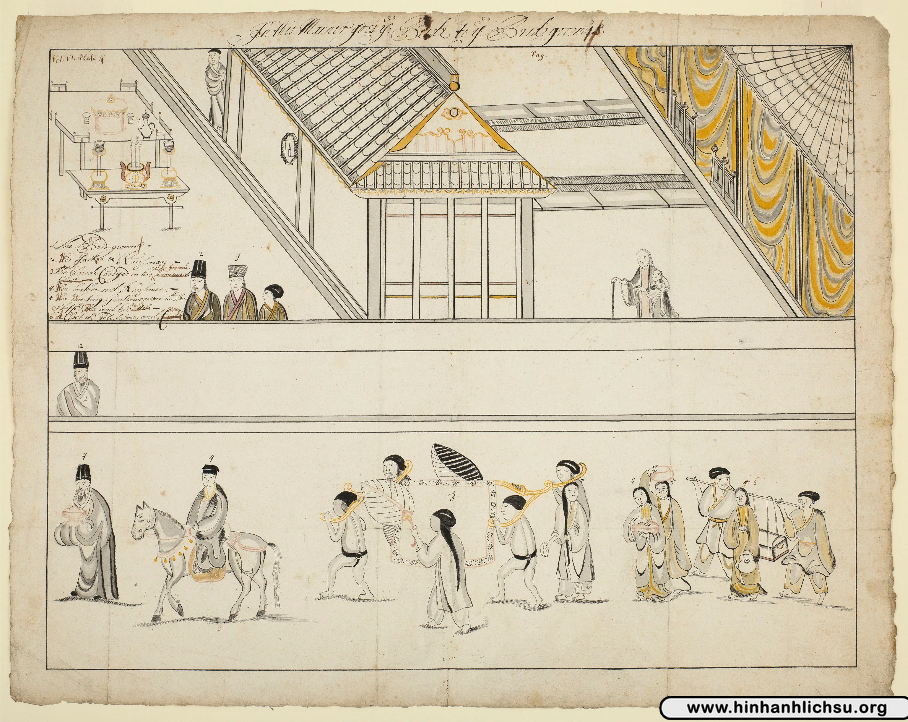
中興黎朝時期，仕女出嫁圖
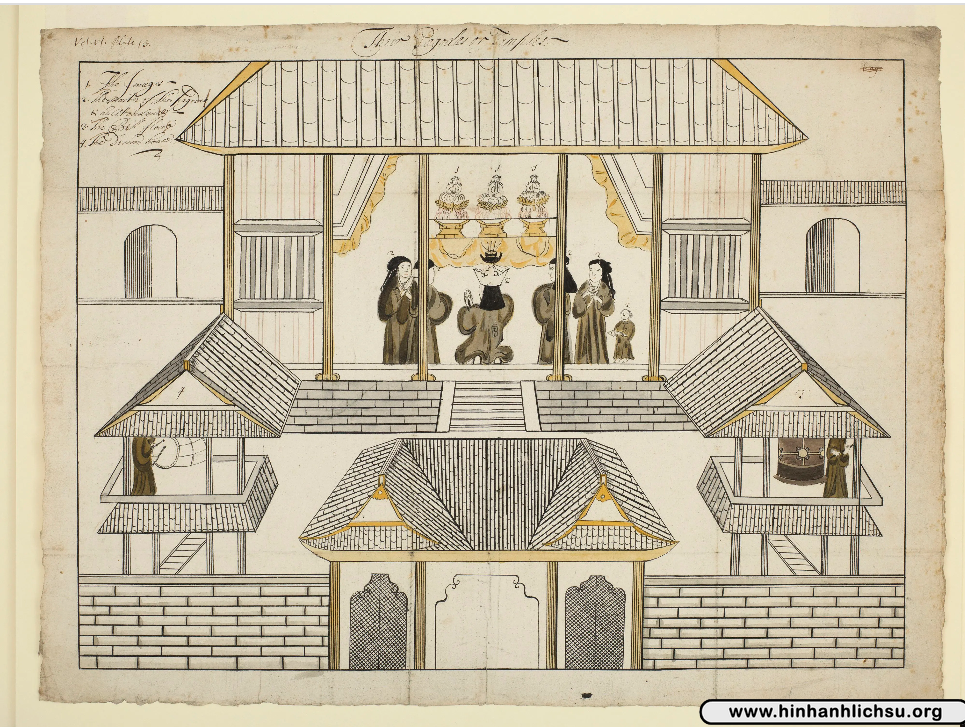
中興黎朝時期，當地寶塔或寺廟的活動
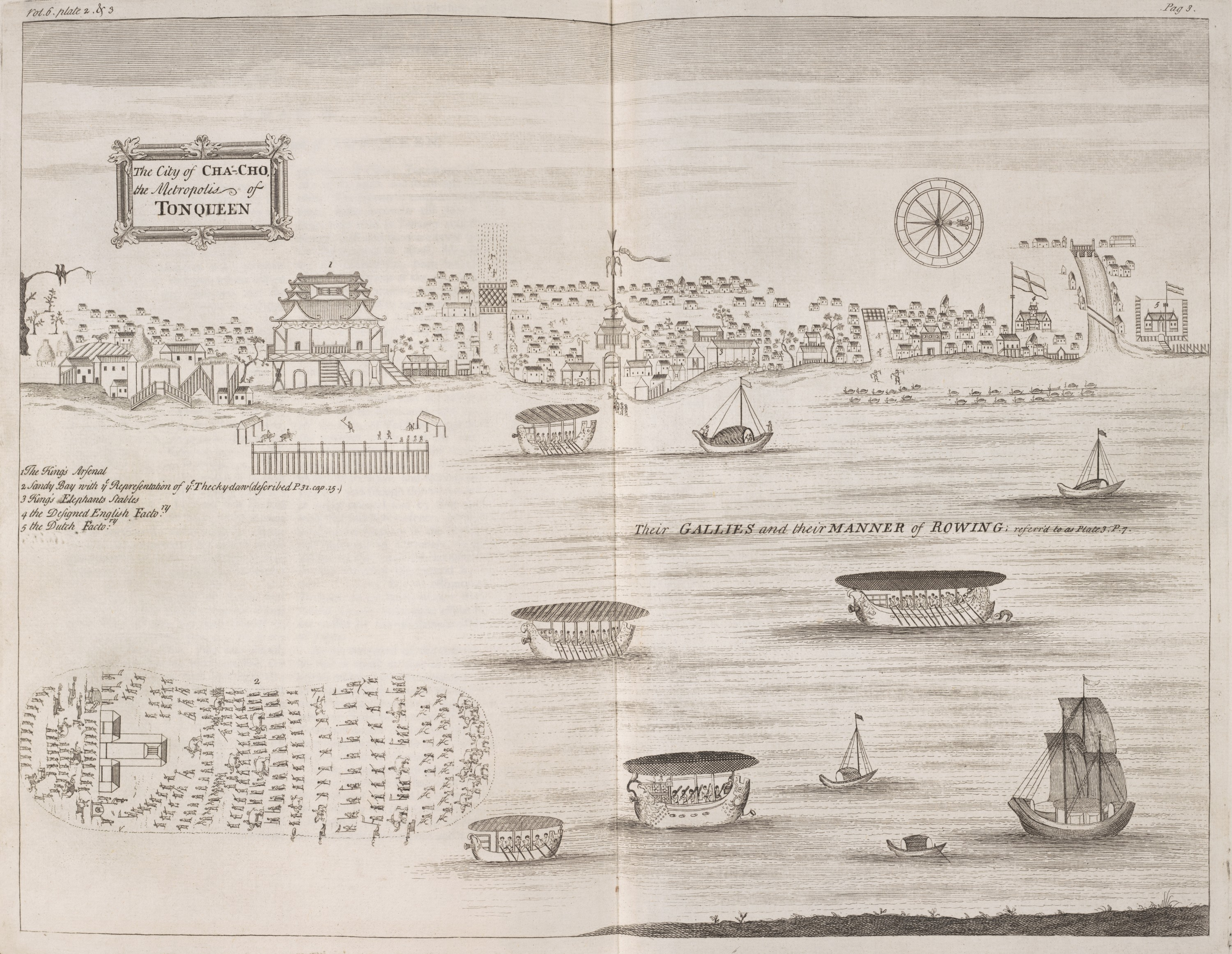
中興黎朝時期，東京河內的遠景圖
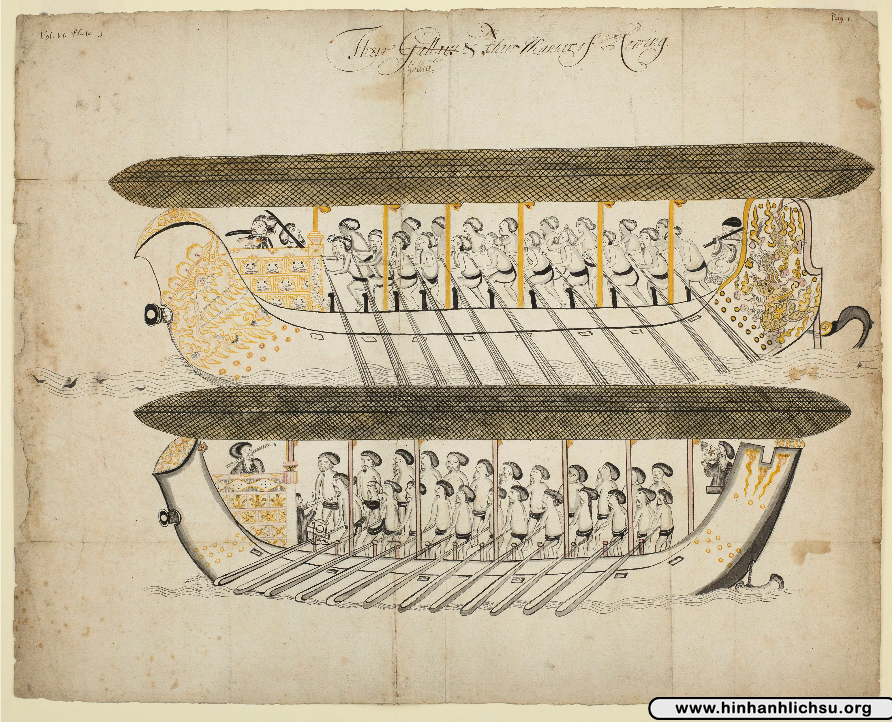
中興黎朝時期，東京河內的船隻
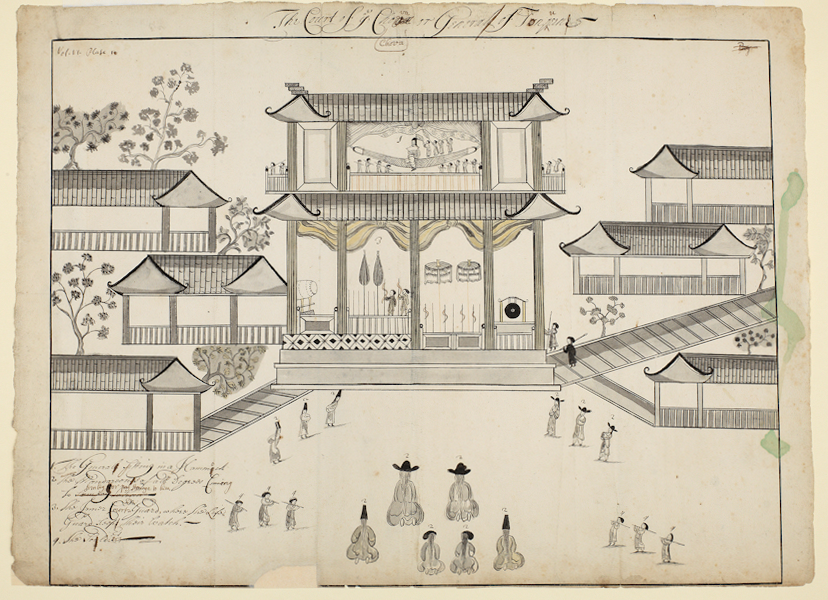
中興黎朝時期，東京河內的宮殿

清朝的查繼佐在《罪惟錄》則更詳細地描寫中興黎朝時期的越南風土人情，他指「其人被發，以香蠟膠成一縷，跣足。男女衣皆大領，下衣無折圍裙，無褲。唯王與官間用冠帶靴襪。貴者稱翁，言大官也。地止有燒酒、牛羊等，火炙割啖之。嚼檳榔，唇皆紅，而齒必用藥物涅之令黑，有白者，俗笑之...文字與中國同，俗淫，男女祼對不避。大貴者有轎，盤踞其上，從王浚者或全體裸，名曰“好漢”。兵無甲胄，披大袖青衣。兵器有銃砲、藤牌、𬬰刀...」。乾隆年間，官修的《皇清職貢圖》則指越南人「性狡詐，好浴，信鬼神，重喪祭，附山耕稼，樹桑濵海，捕魚煮鹽。男子戴大白草帽，形如覆鑊，長領大衣，手持蕉扇，曳履而行。貧者則短衣、赤足，勤於耕作。婦女以帕䝉首，長衣、長裾、納履，露踵相見，以㯽榔為禮，善紡績烹飪之事」。

## 歷代君主

### 黎初朝
| 廟號                          | 諡號                                                            | 姓名            | 在世           | 在位時間       | 年號及使用時間 | 年號及使用時間 | 陵號   |
| ----------------------------- | --------------------------------------------------------------- | --------------- | -------------- | -------------- | -------------- | -------------- | ------ |
| 高上祖 （後黎朝朝廷追尊）     | 明皇帝 （後黎朝朝廷追諡）                                       | 黎誨            | ？年－？年     |                |                |                |        |
| 顯祖 （1428年太祖黎利追尊）   | 昭德至仁澤皇帝 （歷代累諡）                                     | 黎汀            | ？年－？年     |                |                |                | 來聞陵 |
| 宣祖 （1428年太祖黎利追尊）   | 憲文睿哲福皇帝 （歷代累諡）                                     | 黎曠            | ？年－？年     |                |                |                | 佛皇陵 |
| 太祖 （1433年太宗黎元龍尊上） | 統天啟運聖德神功睿文英武寬明勇智弘義至明大孝高皇帝 （歷代累諡） | 黎利            | 1385年－1433年 | 1428年－1433年 | 順天           | 1428年－1433年 | 永陵   |
| 太宗 （1442年仁宗黎邦基尊上） | 繼天體道顯德聖功欽明文思英睿仁哲昭憲建中文皇帝 （歷代累諡）     | 黎元龍 （黎麟） | 1423年－1442年 | 1433年－1442年 | 紹平           | 1433年－1439年 | 祐陵   |
| 太宗 （1442年仁宗黎邦基尊上） | 繼天體道顯德聖功欽明文思英睿仁哲昭憲建中文皇帝 （歷代累諡）     | 黎元龍 （黎麟） | 1423年－1442年 | 1433年－1442年 | 大寶           | 1440年－1442年 | 祐陵   |
| 仁宗 （1460年聖宗黎思誠尊上） | 欽文仁孝宣明聰睿宣皇帝 （歷代累諡）                             | 黎邦基 （黎濬） | 1441年－1459年 | 1442年－1459年 | 大和           | 1443年－1453年 | 穆陵   |
| 仁宗 （1460年聖宗黎思誠尊上） | 欽文仁孝宣明聰睿宣皇帝 （歷代累諡）                             | 黎邦基 （黎濬） | 1441年－1459年 | 1442年－1459年 | 延寧           | 1454年－1459年 | 穆陵   |
| -                             | 厲德侯 （1460年聖宗黎思誠定）                                   | 黎宜民 （黎琮） | 1439年－1460年 | 1459年－1460年 | 天兴           | 1459年－1460年 |        |
| 聖宗 （1497年憲宗黎鏳尊上）   | 崇天廣運高明光正至德大功聖文神武達孝淳皇帝 （歷代累諡）         | 黎思誠 （黎灝） | 1442年－1497年 | 1460年－1497年 | 光順           | 1460年－1469年 | 昭陵   |
| 聖宗 （1497年憲宗黎鏳尊上）   | 崇天廣運高明光正至德大功聖文神武達孝淳皇帝 （歷代累諡）         | 黎思誠 （黎灝） | 1442年－1497年 | 1460年－1497年 | 洪德           | 1470年－1497年 | 昭陵   |
| 憲宗 （1504年肅宗黎敬甫尊上） | 體天凝道懋德至仁昭文紹武宣哲欽聖彰孝睿皇帝 （歷代累諡）         | 黎鏳 （黎暉）   | 1461年－1504年 | 1497年－1504年 | 景統           | 1498年－1504年 | 裕陵   |
| 肅宗 （1505年威穆帝黎濬尊上） | 昭義顯仁溫恭淵默惇孝允恭欽皇帝 （歷代累諡）                     | 黎敬甫 （黎㵮） | 1488年－1504年 | 1504年         | 泰貞           | 1504年         | 敬陵   |
| -                             | 愍厲公 （1510年襄翼帝黎瀠定）                                   | 黎濬 （黎諠）   | 1488年－1509年 | 1504年－1509年 | 端慶           | 1505年－1509年 | 安陵   |
| -                             | 威穆帝 （1517年昭宗黎椅諡）                                     | 黎濬 （黎諠）   | 1488年－1509年 | 1504年－1509年 | 端慶           | 1505年－1509年 | 安陵   |
| 德宗 （1517年昭宗黎椅追尊）   | 配天裕聖温良光明文哲寛弘彰信綏休睦孝建皇帝 （歷代累諡）         | 黎鑌            | 1466年－1502年 |                |                |                | 受節陵 |
| -                             | 靈隱王 （1516年鄭惟㦃定）                                       | 黎瀠 （黎晭）   | 1495年－1516年 | 1509年－1516年 | 洪順           | 1509年－1516年 | 元陵   |
| -                             | 襄翼帝 （1517年昭宗黎椅諡）                                     | 黎瀠 （黎晭）   | 1495年－1516年 | 1509年－1516年 | 洪順           | 1509年－1516年 | 元陵   |
| -                             | -                                                               | 黎光治          | 1509年－1516年 | 1516年         | 洪順           | 1516年         |        |
| 明宗 （1517年昭宗黎椅追尊）   | 哲皇帝 （1517年昭宗黎椅追諡）                                   | 黎漴            | ？年－1509年   |                |                |                | 康陵   |
| -                             | 陀陽王 （1523年莫登庸定）                                       | 黎椅 （黎譓）   | 1506年－1527年 | 1516年－1522年 | 光紹           | 1516年－1522年 | 永興陵 |
| 昭宗 （後黎朝朝廷尊上）       | 神皇帝 （後黎朝朝廷諡）                                         | 黎椅 （黎譓）   | 1506年－1527年 | 1516年－1522年 | 光紹           | 1516年－1522年 | 永興陵 |
| -                             | 恭王 （1527年莫登庸定）                                         | 黎椿 （黎懬）   | 1507年－1527年 | 1522年－1527年 | 統元           | 1522年－1527年 | 華陽陵 |
| -                             | 恭皇帝 （後黎朝朝廷諡）                                         | 黎椿 （黎懬）   | 1507年－1527年 | 1522年－1527年 | 統元           | 1522年－1527年 | 華陽陵 |

### 黎中興朝
| 廟號                            | 諡號                                                                  | 姓名              | 在世           | 在位時間       | 年號及使用時間 | 年號及使用時間 | 陵號         |
| ------------------------------- | --------------------------------------------------------------------- | ----------------- | -------------- | -------------- | -------------- | -------------- | ------------ |
| 莊宗 （1548年中宗黎暄尊上）     | 裕皇帝 （1548年中宗黎暄諡）                                           | 黎寧 （黎㫬）     | ？年－1548年   | 1533年－1548年 | 元和           | 1533年－1548年 | 景陵         |
| 中宗 （1556年英宗黎維邦尊上）   | 武皇帝 （1556年英宗黎維邦諡）                                         | 黎暄 （黎寵）     | 1535年－1556年 | 1548年－1556年 | 順平           | 1549年－1556年 | 延陵         |
| 孝宗 （後黎朝朝廷追尊）         | 仁皇帝 （後黎朝朝廷追諡）                                             | 黎維絖            | ？年－？年     |                |                |                | 華岳陵       |
| 英宗 （1573年世宗黎維潭尊上）   | 峻皇帝 （1573年世宗黎維潭諡）                                         | 黎維邦            | 1532年－1573年 | 1556年－1573年 | 天祐           | 1557年         | 布衞陵       |
| 英宗 （1573年世宗黎維潭尊上）   | 峻皇帝 （1573年世宗黎維潭諡）                                         | 黎維邦            | 1532年－1573年 | 1556年－1573年 | 正治           | 1558年－1571年 | 布衞陵       |
| 英宗 （1573年世宗黎維潭尊上）   | 峻皇帝 （1573年世宗黎維潭諡）                                         | 黎維邦            | 1532年－1573年 | 1556年－1573年 | 洪福           | 1572年         | 布衞陵       |
| 世宗 （後黎朝朝廷尊上）         | 積純剛正勇果毅皇帝 （後黎朝朝廷諡）                                   | 黎維潭            | 1567年－1599年 | 1573年－1599年 | 嘉泰           | 1573年－1577年 | 華岳陵       |
| 世宗 （後黎朝朝廷尊上）         | 積純剛正勇果毅皇帝 （後黎朝朝廷諡）                                   | 黎維潭            | 1567年－1599年 | 1573年－1599年 | 光興           | 1578年－1599年 | 華岳陵       |
| -                               | 簡輝帝 （1619年鄭松初諡）                                             | 黎維新            | 1588年－1619年 | 1599年－1619年 | 慎德           | 1600年         | 華巒陵       |
| 敬宗 （1632年神宗黎維祺尊上）   | 顯仁裕慶綏福惠皇帝 （1632年神宗黎維祺改諡）                           | 黎維新            | 1588年－1619年 | 1599年－1619年 | 弘定           | 1600年－1619年 | 華巒陵       |
| 神宗 （後黎朝朝廷尊上）         | 淵皇帝 （後黎朝朝廷諡）                                               | 黎維祺            | 1607年－1662年 | 1619年－1643年 | 永祚           | 1619年－1629年 | 群玉陵       |
| 神宗 （後黎朝朝廷尊上）         | 淵皇帝 （後黎朝朝廷諡）                                               | 黎維祺            | 1607年－1662年 | 1619年－1643年 | 德隆           | 1629年－1635年 | 群玉陵       |
| 神宗 （後黎朝朝廷尊上）         | 淵皇帝 （後黎朝朝廷諡）                                               | 黎維祺            | 1607年－1662年 | 1619年－1643年 | 陽和           | 1635年－1643年 | 群玉陵       |
| 神宗 （後黎朝朝廷尊上）         | 淵皇帝 （後黎朝朝廷諡）                                               | 黎維祺            | 1607年－1662年 | 1649年－1662年 | 慶德           | 1649年－1653年 | 群玉陵       |
| 神宗 （後黎朝朝廷尊上）         | 淵皇帝 （後黎朝朝廷諡）                                               | 黎維祺            | 1607年－1662年 | 1649年－1662年 | 盛德           | 1653年－1658年 | 群玉陵       |
| 神宗 （後黎朝朝廷尊上）         | 淵皇帝 （後黎朝朝廷諡）                                               | 黎維祺            | 1607年－1662年 | 1649年－1662年 | 永壽           | 1658年－1662年 | 群玉陵       |
| 神宗 （後黎朝朝廷尊上）         | 淵皇帝 （後黎朝朝廷諡）                                               | 黎維祺            | 1607年－1662年 | 1649年－1662年 | 萬慶           | 1662年         | 群玉陵       |
| 真宗 （後黎朝朝廷尊上）         | 順皇帝 （後黎朝朝廷諡）                                               | 黎維祐 （黎維禔） | 1630年－1649年 | 1643年－1649年 | 福泰           | 1643年－1649年 | 花浦陵       |
| 玄宗 （1671年嘉宗黎維禬尊上）   | 豁達睿聰剛毅中正溫柔和樂欽明文思允恭克讓穆皇帝 （1671年嘉宗黎維禬諡） | 黎維䄔 （黎維禧） | 1654年－1671年 | 1662年－1671年 | 景治           | 1663年－1671年 | 果盛陵       |
| 嘉宗 （1675年熙宗黎維祫尊上）   | 寬明敏達英果徽柔克仁篤義美皇帝 （1675年熙宗黎維祫諡）                 | 黎維禬 （黎維）   | 1661年－1675年 | 1671年－1675年 | 陽德           | 1672年－1674年 | 福安陵       |
| 嘉宗 （1675年熙宗黎維祫尊上）   | 寬明敏達英果徽柔克仁篤義美皇帝 （1675年熙宗黎維祫諡）                 | 黎維禬 （黎維）   | 1661年－1675年 | 1671年－1675年 | 德元           | 1674年－1675年 | 福安陵       |
| 熙宗 （1716年裕宗黎維禟尊上）   | 聰敏英果敦豁寬裕偉度徽恭章皇帝 （1716年裕宗黎維禟諡）                 | 黎維祫 （黎維禛） | 1663年－1716年 | 1675年－1705年 | 永治           | 1676年－1680年 | 富寧陵       |
| 熙宗 （1716年裕宗黎維禟尊上）   | 聰敏英果敦豁寬裕偉度徽恭章皇帝 （1716年裕宗黎維禟諡）                 | 黎維祫 （黎維禛） | 1663年－1716年 | 1675年－1705年 | 正和           | 1680年－1705年 | 富寧陵       |
| 裕宗 （1731年昏德公黎維祊尊上） | 純正徽柔溫簡慈祥寬惠遜敏和皇帝 （1731年昏德公黎維祊諡）               | 黎維禟 （黎維祹） | 1680年－1731年 | 1705年－1729年 | 永盛           | 1705年－1720年 | 金石陵       |
| 裕宗 （1731年昏德公黎維祊尊上） | 純正徽柔溫簡慈祥寬惠遜敏和皇帝 （1731年昏德公黎維祊諡）               | 黎維禟 （黎維祹） | 1680年－1731年 | 1705年－1729年 | 保泰           | 1720年－1729年 | 金石陵       |
| -                               | 昏德公 （1732年純宗黎維祥定）                                         | 黎維祊            | 1709年－1735年 | 1729年－1732年 | 永慶           | 1729年－1732年 | 青池縣金縷社 |
| -                               | 永慶帝 （阮朝改定）                                                   | 黎維祊            | 1709年－1735年 | 1729年－1732年 | 永慶           | 1729年－1732年 | 青池縣金縷社 |
| 純宗 （1735年懿宗黎維祳尊上）   | 寬和敦敏柔遜謹恪沈潛坦易簡皇帝 （1735年懿宗黎維祳諡）                 | 黎維祥 （黎維祜） | 1699年－1735年 | 1732年－1735年 | 龍德           | 1732年－1735年 | 平吳陵       |
| 懿宗 （1759年顯宗黎維祧尊上）   | 溫嘉莊肅愷悌通敏寬洪淵睿徽皇帝 （1759年顯宗黎維祧諡）                 | 黎維祳 （黎維禕） | 1719年－1759年 | 1735年－1740年 | 永佑           | 1735年－1740年 | 扶黎陵       |
| 顯宗 （1786年愍帝黎維祁尊上）   | 永皇帝 （1786年愍帝黎維祁諡）                                         | 黎維祧 （黎維𥚻） | 1717年－1786年 | 1740年－1786年 | 景興           | 1740年－1786年 | 盤石陵       |
| 佑宗 （1786年愍帝黎維祁追尊）   | 衍皇帝 （1786年愍帝黎維祁追諡）                                       | 黎維禕            | ？年－1771年   |                |                |                | 同陵         |
| -                               | 愍皇帝 （1884年阮朝朝廷追諡）                                         | 黎維祁 （黎維）   | 1765年－1793年 | 1786年－1789年 | 昭统           | 1787年－1789年 | 盤石陵       |